# Список дворянских родов, внесённых в Общий гербовник Российской империи
Общий гербовник дворянских родов Российской империи — свод гербов российских дворянских родов, учреждённый указом императора Павла I от 20 января 1797. Включает свыше 3 000 родовых и несколько десятков личных гербов.
| # А Б В Г Д Е Ё Ж З И К Л М Н О П Р С Т У Ф Х Ц Ч Ш Щ Э Ю Я |

## А
- Абза (XV, 109)
- Абамелик-Лазаревы (княжеский род) (XV, 4)
- Абашевы (VIII, 42)
- Абашидзе-Горленко (княжеский род) (XIV, 5)
- Авдеевы (VII, 113)
- Авдуловы (IX, 62)
- Аверины (X, 131)
- Авиновы (XVIII, 33)
- Аврамовы (XV, 74)
- Автамоновы (X, 72)
- Адамовичи (VI, 94)
- Адельсоны (XI, 87)
- Адлерберг (графский род) (XI, 18)
- Адодуровы (II, 48)
- Азанчеевы (III, 93)
- Азарьевы (XVIII, 6)
- Аиповы (IX, 19)
- Акинфовы (VIII, 22)
- Аксёновы (XIII, 102)
- Аксаковы (IV, 19)
- Алабины (V, 97)
- Алабышевы (XIX, 90)
- Аладьины (V, 13)
- Алалыкины (IX, 67)
- Албранд (XVIII, 23)
- Алединские (XI, 95)
- Алеевы (IV, 58 (1580); VII, 31)
- Алейниковы (XVIII, 38)
- Александровичи (графы Королевства Галиции и Лодомерии) (VIII, 138)
- Александровы (VII, 68; VIII, 112; IX, 140; X, 50; XV, 118; XVII, 50)
- Алексеевские (XIII, 87)
- Алексеевы (IV, 109 (1654); VII, 63; XVI, 65; XVII, 58)
- Алмазовы (V, 98)
- Алтуфьевы (IX, 49)
- Алфёровы (IX, 123; XIX, 97)
- Алфераки (XVIII, 67)
- Алфимовы (II, 81)
- Алымовы (III, 54)
- Альфонские (XIV, 49)
- Алябьевы (II, 70)
- Амбразанцовы (V, 127)
- Амировы (XVIII, 126)
- Аммосовы (VII, 128)
- Ананьевские (VIII, 75)
- Анастасьевы (Анастасиевы) (VI, 146)
- Андерсон (XIV, 84)
- Андогские (XIII, 155)
- Андреевские (XI, 113; XVII, 75)
- Андреевы (X, 66; XV, 36; XX, 38)
- Андреяновы (VIII, 63)
- Аничковы (XIV, 25)
- Анненковы (I, 54)
- Анненские (VIII, 153)
- Анохины (IX, 76)
- Антоновы (XVII, 93)
- Анучины (XV, 58)
- Апехтины (IX, 120)
- Аплечеевы (VI, 72)
- Апраксины (II, 45; III, 3 (графский род))
- Апрелевы (IV, 63)
- Апсеитовы (IV, 118)
- Апушкины (IX, 36)
- Аракчеевы (III, 7 (баронский род); IV, 70; IX, 3 (графский род))
- Араповы (IV, 98)
- Арбеневы (I, 68)
- Аргамаковы (II, 115)
- Аргутинские-Долгорукие (княжеский род) (V, 6)
- Аристовы (VI, 119; IX, 54; X, 90; XII, 62)
- Арканниковы (XVII, 35)
- Арнаутовы (V, 117)
- Арнольдовы (XVIII, 79)
- Арпсгофен, фон (Арпс-Гофены) (бароны Священной Римской империи) (V, 144)
- Арронеш (XX, 63)
- Арсеньевы (V, 28)
- Артемьевы (IX, 143)
- Артюховы (IV, 131)
- Архангельские (XX, 82)
- Архаровы (III, 60)
- Арцыбашевы (IV, 51)
- Арцыбушевы (X, 51)
- Арцыбышевы (VIII, 17)
- Аршеневские (II, 123)
- Аслоновичи (IX, 135)
- Ассановичи (XVII, 68)
- Асташевы (XV, 63)
- Афанасьевы (XVIII, 52; XIX, 51)
- Афремовы (VI, 58; X, 81)
- Афросимовы (XVIII, 90)
- Ахвердовы (XIII, 68)
- Ахматовы (V, 52)
- Аш (бароны Священной Римской империи) (V, 126)
- Ашитковы (VI, 115)
- Айбазовы  vi ) (княжеский род)

## Б
- Бабанины (X, 29)
- Бабичевы (княжеский род) (V, 5)
- Багратионы (княжеский род) (VII, 2)
- Баженовы (I, 149)
- Базанины (VI, 44)
- Базилевские (IX, 102)
- Байковы (II, 124)
- Бакаевы (V, 55)
- Бакеевы (X, 106)
- Баклановские (III, 36)
- Бакунины (V, 41)
- Бакуринские (IX, 26)
- Балакиревы (VII, 152; IX, 28)
- Балашовы (XIII, 29)
- Балк-Полевы (II, 122)
- Балугьянский (XI, 115)
- Бантыш-Каменские (IV, 138)
- Барановы (IV, 43; XI, 17 (графский род))
- Баранцовы (графский род) (XIV, 10)
- Баратынские (IV, 116)
- Барк (XX, 64)
- Баркаловы (VI, 113)[1]
- Барклай-де-Толли (княжеский род) (X, 1)
- Барклай-де-Толли-Веймарн (княжеский род) (XIII, 4)
- Барсуковы (VI, 156; XVIII, 7)
- Бартеневы (III, 62; X, 80)
- Бартоломей (XV, 34)
- Барш (V, 130)
- Барятинские (I, 5)
- Барыковы (V, 37)
- Баскаковы (XII, 48)
- Басовы (X, 78)
- Баташевы (V, 76)
- Батвиньевы (V, 86)
- Батурины (V, 42)
- Батюшковы (IV, 92)
- Баулины (XIX, 70)
- Баум (XIX, 79)
- Бахметевы (II, 58)
- Бахметьевы (VII, 77)
- Бахтины (II, 95)
- Бачмановы (IX, 70)
- Бачурины (IX, 112)
- Башкировы (XIV, 40)
- Башкирцевы (XIII, 67)
- Башмаковы (V, 106; X, 38)
- Башуцкие (VIII, 131)
- Баюшевы (татарские князья) (XIII, 21)
- Бегильдеевы (татарские князья) (XIX, 13)
- Бегтабеговы (татарские князья) (X, 107)
- Бедаревы (X, 62)
- Беднарчик (XVII, 69)
- Бедняковы (III, 95)
- Бедо (XIII, 186)
- Бедрага (VII, 180)
- Бежины (VI, 86)
- Безбидовичи (XIX, 47)
- Безбородко (графский род) (I, 29)
- Безгины (IX, 31)
- Безобразовы (II, 83; VI, 13; XI, 37; XIII, 92)
- Безродные (X, 140)
- Безсоновы (V, 82; XII, 84)
- Беймельбург (XVII, 59)
- Бек (XVIII, 80)
- Бекер (XIII, 73)
- Бекетовы (IV, 84)
- Беклемишевы (IV, 36)
- Беклешовы (IV, 80)
- Бекман, фон (XIX, 136)
- Бекневы (XVIII, 53)
- Бекорюковы (VI, 24)
- Белавины (IV, 83 (1621))
- Белаго (IX, 61)
- Белевские (графский род) (XV, 7)
- Белевцовы (VIII, 95)
- Беленихины (V, 99; VIII, 37)
- Беленицыны (XIII, 124)
- Беликовы (XIV, 85)
- Белинские (XIV, 146; XVI, 25)
- Беличи (I, 114)
- Белкины (V, 21)
- Белобрых (XVIII, 65)
- Белозерские (XVIII, 66)
- Белокопытовы (VIII, 60)
- Белокрыльцевы (IX, 35)
- Белосельские (княжеский род) (I, 13)
- Белявские (VIII, 156)
- Беляевы (XVIII, 85; XVIII, 110; XX, 65)
- Бендерские (X, 135)
- Бенедиктовы (XIII, 57)
- Бенике (XIV, 82)
- Бенуа (XVI, 104; XIX, 140)
- Берг, фон (XIII, 114)
- Бердяевы (V, 59)
- Березины (II, 20; XIII, 139)
- Березниковы (VIII, 45)
- Берлинские (XX, 114)
- Бернацкие (VI, 111)
- Бертельс (XVIII, 127)
- Бессер (XV, 81)
- Бестужевы-Рюмины (I, 19 (графский род); I, 50)
- Бестужевы (VIII, 118)
- Бетевы (VIII, 149)
- Беттихер (XIV, 17)
- Бехтеевы (V, 84)
- Бешенцовы (III, 53)
- Бибиковы (III, 13)
- Бижеичи (IX, 159)
- Бильбасовы (XIV, 46)
- Бирины (XIII, 147)
- Биркины (III, 17)
- Бируковы (XV, 138)
- Бирюковы (X, 92)
- Бихеле (XIII, 121)
- Бицовы (XI, 79)
- Блажеевичи (XVI, 95)
- Блажеевские (VIII, 139)[2]
- Блахер (XIV, 140)
- Блиох (XIV, 106)
- Блок (дворянский род) (I, 144)
- Блохины (XII, 112)
- Блудовы (IV, 18; XI, 15 (графский род))
- Блюм (XIII, 134)
- Бобоедовы (IX, 17)
- Боборыкины (Бобарыкины) (V, 19)
- Бобриковы (XVII, 89)
- Бобринские (графский род) (I, 27)
- Бобрищевы-Пушкины (VIII, 10)
- Бобровские (V, 81)
- Бобровы (XVII, 126)
- Богаевские (VII, 175; X, 111)
- Богдановичи (VII, 114; XII, 43)
- Богдановы (III, 56; VI, 31; VI, 81; VIII, 85; VIII, 152; XVIII, 10)
- Боголюб (XIII, 103)
- Боде-Колычевы (графский род) (XIII, 19)
- Боде (XI, 24 (баронский род); XVII, 83)
- Божичи (VII, 155)
- Бок (XIX, 75)
- Болгарские (X, 128)
- Болдыревы (XIII, 100)
- Болины (XIX, 38)
- Болкошины (XII, 99)
- Болкуновы (IX, 118)
- Бологовские (IV, 108)
- Болонины (XIV, 147)
- Болотниковы (VIII, 18; IX, 14)
- Болотовы (V, 89)
- Болтенгаген (XVIII, 131)
- Болтины (IV, 50)
- Болтовы (XII, 86)
- Бонди (XIX, 133)
- Бондыни (XVII, 21)
- Борзовы (I, 81)
- Борисовы (II, 92; VIII, 19)
- Борноволоковы (VIII, 47)
- Боровишниковы (XX, 17)
- Бородавицыны (III, 52)
- Бородаевские (XX, 105)
- Бородины (IX, 85)
- Бороздины (I, 42)
- Бороздны (IX, 57)
- Борщовы (VII, 21)
- Борятинские (княжеский род) (I, 5)
- Босикины (XX, 124)
- Боуверы (III, 88)
- Бочечкаровы (X, 34)
- Бошняк (VI, 147)
- Боярские (XI, 38; XVI, 128)
- Брагины (XIII, 151)
- Бражниковы (VI, 60)
- Браник (XVIII, 81)
- Браницкие (графский род) (XI, 14)
- Бреверн-де-ла-Гарди (графский род) (XI, 27)
- Бредихины (VIII, 33)
- Брезовские (V, 110)[3]
- Брем (XV, 86)
- Брискорн (IV, 144)
- Бровцыны (IX, 84)
- Бродовичи (XVIII, 20)
- Бронюшиц-Рецкие (XX, 21)
- Броссе (XVIII, 91)
- Бруни (XIII, 168)
- Брунновы (графский род) (XII, 28)
- Брунст (XIII, 164)
- Брусиловы (VII, 123)
- Брутцер (XI, 132)
- Брюлловы (XI, 130)
- Брюн-де-Сент-Гипполит (XIV, 76)
- Брюс (графский род) (II, 11)
- Бубновы (XVI, 72)
- Буда-Жемчужниковы (XIII, 51)[4]
- Буевские (XV, 123)
- Бузовлевы (VI, 85)
- Будаевы (XIV, 38)
- Букреевы (XIII, 38)
- Буксгевдены (I, 32 (графский род); XV, 8 (баронский род))
- Булатовы (III, 135)
- Булашевичи (X, 65)
- Булгаковы (II, 120; IX, 89)
- Булыгины (IV, 105)
- Булычовы (IX, 114)
- Бунины (VII, 15)
- Бурдуковы (VII, 84)
- Бурнашевы (IV, 119)
- Бурсак (XX, 36)
- Бурцовы (III, 100 (потомства Ивана Тихонова сына Бурцова); X, 86)
- Буссе (XIX, 71)
- Бутаковы (XVI, 24; XVI, 132)
- Буторовы (XVIII, 84)
- Бутримовы (VIII, 24)
- Бутурлины (I, 22 (графский род); II, 29)
- Бухарины (V, 49)
- Бухе (XIX, 115)
- Бушман (X, 127)
- Буяльские (XI, 152)[5]
- Быковы (VII, 41; XIV, 114; XVI, 84; XX, 28)
- Бырдины (V, 116)
- Быхавские (XI, 48)
- Бычковы (VIII, 127)
- Бюлеры (графы Священной Римской империи) (XI, 52)
- Бялопиотровичи герба Габданк III (XII, 116)

## В
- Вагановы (VII, 176)
- Вагнер (XX, 106)
- Вадбольские (княжеский род) (IV, 1)
- Вадковские (V, 125)
- Вадовские (IX, 52)
- Важинские (XV, 31)
- Вакары (VII, 166)
- Ваксели (I, 111)
- Вакульские (XI, 83; XI, 117)
- Валкевичи (VII, 110)
- Валуевы (I, 38)
- Вальтер, фон (Вальтер-Виттенгейм, фон) (XIX, 14)
- Вальтер (XIV, 104; XVI, 137)
- Вальцовы (X, 75)
- Вальчицкие (XII, 101)
- Ванновские (XV, 53)
- Варварины (XV, 95)
- Варваций (IX, 157)
- Варсонофьевы (X, 64)
- Варун-Секрет (XX, 101)
- Василевские (XIII, 30; XVII, 24)
- Васильевы-Шиловские (графский род) (XIII, 17)
- Васильевы (VII, 6 (графский род); VII, 151; VII, 173; X, 41; XVI, 122)
- Васильчиковы (V, 23; XI, 5 (княжеский род))
- Вассал (XIX, 128)
- Васьковы (VI, 70)
- Васьяновы (XIII, 34)
- Вахрамеевы (IV, 115)
- Вахтины (VII, 177)
- Вебер (XVII, 60)
- Вевель фон Крюгер (XVII, 100)
- Веденяпины (VI, 95)
- Вейд (XII, 93)
- Веймарны (X, 99)
- Вейнер (XIV, 115)
- Вейрих (XV, 125)
- Вейс (XIV, 168)
- Вейсман (XIII, 91)
- Вейтбрехт (XVIII, 50)
- Векентьевы (VI, 61)
- Великопольские (III, 46)
- Величко (XX, 130)
- Вельго (Вельо) (баронский род) (V, 10)
- Вельяминовы-Зерновы (IV, 26)
- Вельяминовы (II, 22)
- Вельяшевы (II, 107)
- Венгерские герба Белина (VII, 53)
- Веневитиновы (IV, 87)
- Венцер (XV, 108)
- Венюковы (VIII, 25)
- Венявские (XV, 83)
- Верёвкины (III, 101)
- Веретенниковы (XV, 137)
- Вереховские (Верховские) (IX, 27)
- Верзилины (XI, 82)
- Верида-Даревские (XVIII, 21)
- Верховские (Вереховские) (VII, 30)
- Верховцевы (XIV, 108)
- Весёлкины (XIV, 24)
- Вестфален (XIV, 131)
- Вечесловы (VI, 30)
- Вешняковы (VI, 118)
- Вигели (VII, 163)
- Видеман (XVI, 83)
- Викулины (VII, 118)
- Виланд (XIV, 36)
- Виленкины (XX, 61)
- Вильман (XIX, 137)
- Вильсоны (XIX, 116)
- Вильчур (XX, 42)
- Винекен (баронский род) (XV, 10)
- Винклер-Ульрихс (XVI, 66)
- Виолье (XIV, 91)
- Вирановские (XI, 47)
- Виридарские (XIII, 45)
- Висленевы (X, 103)
- Вистингаузен, фон (XX, 10)
- Вистицкие (IV, 113)
- Витман (XVI, 64)
- Витте, фон (XVIII, 64)
- Витте (графский род) (XVIII, 2)
- Виттен, фон (XII, 134)
- Вишневские (XIX, 83)
- Вишняковы (XVII, 107)
- Владимировы (XIV, 129)
- Владиславлевы (IX, 147)
- Владыкины (VII, 126; VIII, 88; XII, 110)
- Владычины (II, 99)
- Власовы (III, 72)
- Власьевы (IV, 56)
- Воббе, де (XVII, 20)
- Воеводские (VI, 93; VII, 50, герба Габданк)
- Воейковы (II, 50)
- Вожжинские (I, 87)
- Вознесенские (XIII, 83)
- Возницыны (V, 50)
- Войсбун (XII, 137)
- Войтяховские (III, 94)
- Волжинские (VII, 101)
- Волжины (XIX, 24)
- Волковы-Муромцовы (XVIII, 14)
- Волковы (I, 70; V, 139; VII, 64; VII, 136)
- Волконские (III, 1 (княжеский род); XX, 35)
- Володимеровы (IV, 148 (потомство Ивана Фёдоровича); VII, 93; XI, 106)
- Волошиновы (XIII, 77; XIV, 156)
- Волошинские (XIII, 122)
- Волчковы (IV, 124)
- Волынские (IV, 32 (потомство князей Волынских); VI, 19)
- Вольбек (XVIII, 17)
- Волькенштейн (графы Священной Римской империи) (VI, 129)
- Вонлярлярские (IV, 125)
- Воронец (IV, 114)
- Воронецкие (княжеский род) (XII, 5)
- Воронины (VII, 122; XVI, 39)
- Вороновы (VIII, 111; IX, 105; XIV, 14; XVI, 54)
- Воронцовы-Вельяминовы (V, 16)
- Воронцовы-Дашковы (графский род) (XV, 5)
- Воронцовы (I, 28 (графский род); светлейшие князья XI, 3; XIV, 4 (графы Шуваловы))
- Воропановы (VI, 98)
- Восинские, герба Бродзиц (XI, 43)
- Воск (XIV, 166)
- Вощинины (IX, 68)
- Врасские (VII, 102)
- Времевы (IX, 128)
- Вронские (VI, 142)
- Вронченко (графский род) (XI, 21)
- Всеволожские (II, 19)
- Второвы (VIII, 97)
- Вуичи (X, 143; XVIII, 55)
- Вульф (XVIII, 45)
- Выродовы (VIII, 84)
- Вырубовы (II, 79)
- Высоцкие (VII, 52; XIX, 29)
- Выходцовы (XI, 97)
- Вышеславцовы (IV, 46)
- Вяземские (I, 9 (княжеский род); IX, 25)
- Вязмитиновы (VI, 79; X, 6 (графский род))

## Г
- Гаарен, фон (баронский род) (XII, 32)
- Гавришевы (XIV, 45)
- Гагарины-Стурдза (княжеский род) (XI, 4)
- Гагарины (княжеский род) (I, 14)
- Гагины (VIII, 31)
- Газенвинкель (XIII, 79)
- Гайдовские-Потаповичи (VII, 150)
- Галаган (V, 120)
- Галатовы (XIII, 173)
- Галаховы (XII, 147)
- Галицкие (XI, 125)
- Галкины-Враские (XIII, 48)
- Галкины (XIII, 95)
- Галлеры (XI, 91)
- Галовы (XV, 139)
- Гамм (XV, 127)
- Ган (I, 129)
- Ганзен (XV, 46; XVII, 108)
- Гантимуровы (тунгусские князья) (XVII, 7)
- Гантовер (XIII, 142; XIX, 52)
- Гардер (XIV, 151; XVIII, 44)
- Гаркушевские (XIX, 62)
- Гарсевановы (IX, 134)
- Гартен, фон (XIV, 68)
- Гартинг (XX, 46)
- Гасвицкие (VII, 112)
- Гасман (XIX, 84)
- Гатовские (XVI, 99)
- Гауер (X, 149)
- Гаусман (XIII, 141; XIV, 78)
- Гафферберг (XIV, 137)
- Гвоздевы (II, 93)
- Гебенер (VII, 179)
- Гевличи (XIII, 86)
- Гедда (XIII, 117)
- Гедеоновы (VII, 103)
- Гедике (XIV, 121)
- Гедройцы (княжеский род) (XIII, 3)
- Гезен (XIII, 109)
- Гейлер (XVI, 110)
- Гейден (графы Священной Римской империи) (XVI, 15)
- Гейерманс (XIX, 41)
- Гейне (XVI, 73)
- Гейнрихсен (XIX, 138)
- Гельвиг (XVIII, 108)
- Гельмгольц (XV, 113)
- Гельмзинг (XV, 90)
- Гендриковы (графский род) (XIV, 6)
- Генике (XIV, 125)
- Гениш (XVIII, 97)
- Генрици (XV, 104)
- Георгиевские (XV, 72)
- Геппенер (XIII, 143)
- Герасимовы (IV, 103)
- Гербель (V, 134)
- Герингеры (XIX, 39)
- Геркан (XVI, 89)
- Герман (XX, 41)
- Гермейер (XV, 70)
- Гершау-Флотовы (баронский род) (XVI, 11)
- Гершельманы (XIII, 116)
- Геслер (V, 140)
- Гессе (XV, 76; XVIII, 132)
- Гефт (XI, 86)
- Гешвенд (XIII, 125)
- Гиргенсон (XVI, 85)
- Гирш (XIV, 136)
- Гладковы (VIII, 101)
- Глазенапы (XIX, 111)
- Глебовичи-Полонские (XIV, 20)
- Глебовские (V, 108)
- Глебовы-Стрешневы (VII, 9)
- Глебовы (V, 27; VII, 8)
- Глинки (V, 103)
- Глотовы (VIII, 76)
- Гневашевы (VIII, 48)
- Гоггер (баронский род) (X, 17)
- Гогенфельзен, фон (графский род) (XVIII, 3)
- Гойер (XVII, 76)
- Голенищевы-Кутузовы-Толстые (XIII, 46)
- Голенищевы-Кутузовы (II, 31)
- Голенищевы (VIII, 119)
- Голенкины (IV, 100)
- Голенковские (VIII, 128)
- Голиковы (XV, 47)
- Голицыны (княжеские роды) (I, 2; XII, 8 (графы Остерман))
- Головины (V, 31 (графы Священной Римской империи); V, 32)
- Головкины (графский род) (I, 16)
- Головковы (IX, 34)
- Головнины (VIII, 66; IX, 59)
- Головцыны (II, 104)
- Голофтеевы (XV, 80)
- Голохвастовы (II, 63; XII, 71)
- Голубевы (XV, 64; XX, 52)
- Голчины (IX, 77)
- Голынские (X, 30)
- Гонецкие (VI, 87)
- Гончаровы (XVI, 133)
- Горбуновы (XIX, 76)
- Гордеевы (VII, 61)
- Гордон (XIX, 98)
- Горе (XVIII, 30)
- Горевы (XIX, 113)
- Горемыкины (XV, 43)
- Горецкие герба Ястржембец (XVII, 137)
- Горихвостовы (VI, 23)
- Горлахер (XIV, 94)
- Горленко (V, 107)
- Горловы (XIII, 28; XX, 3)
- Горожанские (VI, 151)
- Горские (XIV, 32)
- Горчаковы (IV, 85; V, 1 (княжеский род))
- Горюновы (I, 96)
- Горяиновы (V, 94; VI, 125)
- Готвих (XIII, 183)
- Готовицкие (XIV, 44)
- Готовцевы (X, 22)
- Готовцевы (Готовцовы) (IX, 104)
- Гофман (XIV, 112)
- Граббе (графский род) (XVI, 6)
- Градовские (XII, 135)
- Грамотины (XII, 52)
- Грасгофы (XVI, 138)
- Грасс (XIII, 129)
- Гревенс (VI, 149)
- Гредякины (XVIII, 39)
- Грейг (XX, 93)
- Грессер (XV, 59)
- Гречаниновы (VII, 119)
- Гржанковские (XV, 142)
- Грибовские (XI, 100)
- Грибунины (XIV, 43)
- Григоровичи-Барские (XX, 19)
- Григоровичи (IX, 155; XI, 120)
- Григоровы (VIII, 74; IX, 100)
- Григорьевы (XIX, 104)
- Гримм (XIV, 154)
- Гринёвы (VII, 39)
- Гриневичи (XX, 119)
- Громовы (XVIII, 103)
- Гроссе (XIX, 105)
- Грузинские (светлейшие князья) (XIV, 2)
- Грушецкие (II, 85)
- Грызловы (VII, 91)
- Грюнбладт (XIV, 145)
- Грязновы (IV, 40)
- Губаревы (IV, 66)
- Губеры (XIII, 111)
- Губерти (XI, 89)
- Губонины (XII, 143)
- Гудим-Левковичи (VIII, 125)
- Гудовичи (II, 128; графские роды IV, 8; IX, 4)
- Гулинские герба Боньча (XVII, 90)
- Гульковские (XVII, 46)
- Гундоровы (княжеский род) (VII, 1)
- Гунниус (XIII, 85)
- Гуревичи (XV, 143)
- Гуржины (XVI, 77)
- Гурьевы (II, 109; VII, 26; XII, 63; XII, 111)
- Гутман (XV, 130)
- Гуттен-Чапские (графский род) (XIII, 9)
- Гуюс (XI, 146)

## Д
- Дабижа (княжеский род) (XVI, 3)
- Давидовы (II, 51; VII, 145; VII, 162; X, 40; XIV, 28; XIV, 61; XIX, 53)
- Дадиановы (княжеский род) (VI, 2)
- Дайнезе (XIII, 69)
- Дандевиль (XIV, 64)
- Даниловы (V, 24; XVII, 47; XVIII, 26)
- Дараганы (XX, 69)
- Даудовы (IV, 112)
- Дашковы (княжеский род) (I, 10)
- Дашковы (II, 71)
- Дворжицкие (XVIII, 9)
- Двукраевы (XVI, 67)
- Девиен (XIII, 174)
- Девятнины (VI, 88)
- Дедевшины (VIII, 102)
- Деденевы (II, 113)
- Дедюлины (VI, 27)
- Дедюхины (XX, 131)
- Делицыны (VI, 157)
- Деляновы (X, 142; XIV, 11 (графский род))
- Дембинские (IX, 22)
- Дембовецкие (XVI, 32)
- Деменковы (VI, 82)[6]
- Демерик (XX, 39)
- Демидовы (II, 135; XIV, 71)
- Демчинские (XVIII, 47)
- Демьяновы (VIII, 83)
- Демяновичи (XX, 94)
- Денеко (XX, 31)
- Денисовы (VII, 89; XVIII, 41)
- Денисьевы (IV, 136)
- Деньковские (XIII, 162)
- Депп (XIV, 141)
- Дервиз, фон (XIII, 90)
- Державины (V, 38)
- Дерябины (IX, 148)
- Дессино (XIX, 80)
- Джаваховы (княжеский род) (XVII, 2)
- Дзюблевские-Дзюбенко (XIX, 106)
- Дианины (XV, 100)
- Дивиер (графский род) (VI, 3)
- Дивовы (I, 51)
- Дикгоф (XV, 99)
- Диковы (XIX, 64)
- Димсталь (баронский род) (XI, 23)
- Дирины (X, 58; XII, 125)
- Дистерло (баронский род) (XII, 31)
- Дическул (XIX, 91)
- Длусские (XVII, 31)
- Дмитриевы-Мамоновы (I, 30 (графский род); II, 21)
- Дмитриевы (IV, 17 (потомство Смоленских князей); X, 23; XIV, 93)
- Дмитровы (XVI, 139)
- Добровольские (VIII, 140)
- Добряковы (XVIII, 70)
- Довголевские (XII, 103)
- Докукины (X, 105)
- Долбиловы (XII, 95)
- Долгово-Сабуровы (II, 32; VII, 75)
- Долгополовы (XI, 140)
- Долгорукие (княжеский род) (I, 7)
- Доливо-Добровольские-Евдокимовы (графский род) (XII, 25)
- Доливо-Добровольские (X, 151)
- Долинские (VII, 158)
- Доломановы (X, 98)
- Домогацкие (X, 69)
- Домонтовичи (X, 70)
- Донауровы (IV, 142)
- Дондуковы-Корсаковы (татарские князья) (IX, 133)
- Драверш (XX, 107)
- Дробязгины (XIV, 81)
- Друцкие-Соколинские (княжеский род) (V, 4)
- Дубасовы (XV, 13)
- Дубельт (XI, 76)
- Дубенские (VI, 89; IX, 20)
- Дубинские (XIX, 9)
- Дублянские (X, 116)
- Дубовицкие (X, 48)
- Дубровские (V, 58; VII, 135)
- Дубягские (XVIII, 128)
- Дубянские (II, 141)
- Дудышкины (IX, 137)
- Дунины-Борковские (IX, 9)
- Дунины-Жуковские (XI, 40)
- Дунины (VII, 168)
- Дурасовы (VI, 18)
- Дурновы (II, 43)
- Дуровы (III, 80; VII, 94)
- Дуткевичи (XVII, 80)
- Духовницкие (IV, 147)
- Дьяковы (VII, 154; XX, 66)
- Дьяконовы (XIII, 80)
- Дюпон (VII, 174)
- Дюшен (XVIII, 75)

## Е
- Евдокимовы (XI, 114; XII, 21 (графский род))
- Евлампьевы (XI, 43)
- Евлашевы (III, 66)
- Евневичи (XVI, 70)
- Евреиновы (IX, 131)
- Евригины (I, 71)
- Евсюковы (X, 101)
- Евтихиевы (XVIII, 140)
- Евтроповы (XV, 131)
- Егоровы (XIII, 175)
- Елагины (I, 46)
- Еленевы (XIII, 104)
- Елесеевы (V, 115)
- Елиашевичи, герба Гейштор (VIII, 141)
- Елисеевы (XIX, 30)
- Ельницкие (XVIII, 117)
- Ельчаниновы (IV, 44)
- Еляковы (XII, 107)
- Емельяновы (VII, 71; XX, 132)
- Енакиевы (XVII, 37)
- Енгалычевы (татарские князья) (XI, 31)
- Епанчины (XIII, 23)
- Еранцевы (XIII, 107)
- Еремеевы (III, 96; XIX, 118)
- Еременко (III, 41)
- Ерлыковы (XII, 56)
- Ермолинские (XIX, 17)
- Ермоловы (V, 44)
- Еропкины (II, 18)
- Ершовы-Павловичи (XIX, 122)
- Есауловы (XIV, 53)
- Есиповичи (XVIII, 15)
- Есиповы (VI, 54; VIII, 106; IX, 56)
- Ефименковы (IX, 149)
- Ефимовичи (XVI, 86)
- Ефимовские (графский род) (VII, 3)
- Ефремовские (XV, 82)
- Ефремовы (VIII, 150)

## Ж
- Жадовские (VII, 49; VIII, 44)
- Жандр (XIII, 72; XIII, 82)
- Ждановы (V, 29; IX, 47; XX, 49)
- Жеваховы (княжеский род) (XVII, 1)
- Жеденовы (X, 63)
- Жедринские (V, 54)
- Желтухины (III, 38)
- Жемчужниковы (X, 94)
- Жербины (XI, 59)
- Жеребцовы (II, 40)
- Живиловы (XIX, 42)
- Жилинские, герба Циолек (VII, 142)
- Жирар-де-Сукантон (баронский род) (XII, 35)
- Житовы (III, 78)
- Жихаревы (XI, 32)
- Жолнерж-Пиотровские (XIX, 21)
- Жудыцкие (XII, 58)
- Жуковские (XI, 136; XIII, 37)
- Жуковы-Волынские (XX, 83)
- Жуковы (VI, 6; VI, 25; VIII, 154; XIII, 119)
- Журавлёвы (XV, 32)

## З
- Заборовские (II, 69)
- Завадзские (XVIII, 135)
- Завадовские (XV, 33)
- Завадские герба Бродзиц (XVII, 18)
- Заварицкие (VIII, 148)
- Завелейские (XIV, 79)
- Заводовские (графский род) (I, 31)
- Загорские (XI, 151)[7]
- Загряжские (IV, 33)
- Заикины (XIV, 29)
- Зайцевские (XX, 115)
- Зайцевы (XII, 77)
- Зайцовы (I, 82)
- Зайченко (XVIII, 68)
- Закржевские герба Богория (XV, 18)
- Залеман (XVI, 40)
- Залесские (XV, 103)
- Замыцкие (XII, 42)
- Замятнины (XI, 30; XI, 94)
- Заньковские (VI, 148)
- Заплатины (VII, 97)
- Зарецкие (XIII, 97)
- Зарины (VII, 55)
- Засекины (княжеский род) (II, 5)
- Засецкие (IV, 37)
- Захаровы (V, 149; VII, 148; VIII, 39; IX, 33)
- Захаряны(Захарьины) (XVIII, 53)
- Захерт (баронский род) (XII, 38)
- Защук (XIII, 75)
- Званцовы (V, 137)
- Звенигородские (XI, 148)
- Звягины(V, 122)
- Зеге фон Лауренберг (III, 110)
- Зейфарт (XV, 45)
- Зеленские (XIII, 161)
- Зеленцовы (IX, 158)
- Зельгейм (XVIII, 111)
- Зембинские (XVIII, 98)
- Землины (VII, 67)
- Земмер (XVIII, 92)
- Зенбулатовы (IV, 65)
- Зенгер (XIX, 99)
- Зерваницкие (XIII, 60)
- Зецен (XVII, 64)
- Зиберт (XV, 106)
- Зиловы (IX, 41)
- Зиновьевы (I, 49; XVI, 56)
- Зиссерман (XIV, 54)
- Злобины (XX, 125)
- Злоказовы (XX, 95)
- Змиевы (V, 91; VII, 14)
- Знамеровские герба Гриф (XV, 124)
- Зограф (XVIII, 46)
- Золотарёвы (III, 106; VIII, 90)
- Золотиловы (VII, 104)
- Зотовы (графский род) (VIII, 3)
- Зубаревы (XVIII, 71)
- Зубатовы (VIII, 41)
- Зубатые (VIII, 41)
- Зубовы (II, 25 (графы Священной Римской империи); VI, 4 (светлейшие князья Священной Римской империи); XVIII, 5)
- Зуевы (XIX, 58)
- Зузины (V, 22)
- Зукау (XI, 109)
- Зуровы (XI, 42)
- Зыбины (III, 76)
- Зюсмайер (XVII, 119)

## И
- Иваненко (VIII, 130)
- Ивановские (XVII, 109)
- Ивановы-Луцевины (XVII, 13)
- Ивановы (VIII, 108; VIII, 136; XI, 80; XII, 85; XII, 148; XIII, 64; XIII, 120; XIV, 96; XIX, 119; XV, 40; XVI, 71; XVI, 96; XVI, 100)
- Иванчины (VI, 80)
- Ивашевы (IV, 67)
- Ивашкины-Потаповы (XIV, 30)
- Ивашкины (VI, 12)
- Иващенко (V, 17)
- Ивеличи (графский род) (XIII, 11)
- Иверсены (XIV, 162)
- Ивковы (XVIII, 8)
- Игельштром, фон (графы Священной Римской империи) (XI, 50)
- Иевлевы (XI)
- Игнатьевы (потомство Бяконта) (IV, 88)
- Иевлевы (VII, 38)
- Извековы (III, 87)
- Извольские (IX, 18)
- Измайловы (II, 34; XV, 71; XVII, 65)
- Измалковы (XIII, 25)
- Изъединовы (V, 101; IX, 29)
- Икавитцы (XIV, 88)
- Илляшевичи (XVIII, 122)
- Ильенко (XIX, 36)
- Ильинские (VI, 138; XVII, 84)
- Ильины (VIII, 8; XV, 133)
- Ильницкие (XX, 14)
- Ильяшевичи (XIV, 161)
- Имзен (XIV, 58)
- Иогихесс (XIV, 133)
- Иордановы (XIX, 77)
- Ирецкие (VII, 115)
- Ирмер (XX, 43)
- Исаевичи (IX, 108)
- Исаевы (XV, 27)
- Исаковы (VII, 69; XII, 91)
- Исарловы (XVI, 35)
- Искрицкие (IV, 135 (потомство Григория Васильевича); VI, 154)
- Исленьевы (IV, 20)

## К
- Каблуковы (II, 116)
- Кавелины (VI, 56)
- Кавецкие (XIX, 23)
- Казановичи (XII, 92)
- Казариновы (XVII, 85)
- Казарины (XX, 120)
- Казем-Бек (XIV, 41)
- Кайгородовы (XV, 50)
- Кайсаровы (VII, 74)
- Калакуцкие (VII, 130)
- Калантаевы (XII, 100)
- Калантариан (XVII, 114)
- Калинские (IX, 126)
- Калитины (X, 100)
- Калугины (I, 77)
- Каменевы (VII, 105)
- Каменевы-Любавские (X, 44)
- Каменецкие (XIII, 133)
- Каменские (V, 9 (графский род); VI, 137; XIX, 33)
- Каминские герба Холева (XV, 85)
- Кандибовы (IV, 133)
- Каниовские (XIII, 40)
- Канищевы (X, 32)
- Канкрины (графский род) (X, 16)
- Канские (XVI, 114)
- Кантакузины (княжеский род) (XII, 7)
- Кантемировы (XIII, 156)
- Каплан (XVI, 51)
- Капнисты (графский род) (XIII, 13)
- Кар (IV, 76)
- Карамзины (V, 62)
- Карамышевы (III, 34)
- Карандеевы (IV, 39)
- Карановичи (XVIII, 82)
- Каратеевы (X, 35)
- Карауловы (IV, 47)
- Карачаровы (V, 75)
- Карачинские (IV, 128)
- Каргановы (XV, 29)
- Карловы (графы герцогства Мекленбургского) (XX, 27)
- Карповские (V, 102)
- Карповы (V, 12; IX, 48; X, 28; XV, 92; XVII, 91)
- Картавцевы (VIII, 54; VIII, 55)
- Карташевские (X, 147)
- Картмазовы (VII, 95)
- Карцовы (VI, 42; X, 73)
- Карякины (VIII, 72)
- Касаткины (XX, 48)
- Катуар-де-Бионкур (XV, 30)
- Кауфманы (XVIII, 133)
- Кафтыревы (XII, 82)
- Кахановы (XII, 152)
- Каховские (XVIII, 11)
- Кацаревы (III, 111)
- Качаловы (IX, 90)
- Кашерининовы (VI, 74)
- Кашинцовы (VIII, 36)
- Кашкаровы (VIII, 96)
- Кашкины (I, 58)
- Квашнины-Самарины (II, 39)
- Квецевичи (XII, 127)
- Квитницкие (XI, 81)
- Кекуатовы (татарские князья) (XIX, 3)
- Келер (XVII, 39)
- Кельдерман (III, 113)
- Кенель (XIX, 43)
- Кеничи (XIV, 124; XVII, 115)
- Керн (XVIII, 94)
- Кефала (XIV, 37)
- Кёне (бароны княжества Рёйсс (старшей линии)) (XII, 40)
- Кизерицкие (XIII, 101)
- Киленины (IX, 106)
- Кинаст (XIV, 110)
- Киреевские (III, 64)
- Киреевы (X, 46)
- Кириченки (X,59)
- Кириловы (XVI, 78)
- Кирштен (XIX, 31)
- Киселёвы (III, 9)
- Киселёвы (графский род) (XI, 12)
- Кисели (XX, 8)
- Кисловы (V, 141)
- Кистер (XIII, 150; XVIII, 89)
- Китаевы (XII, 66)
- Китнер (XIX, 109)
- Кич (XVII, 40)
- Кишенские (VI, 57)
- Кишкины (VIII, 26)
- Кияницины (XX, 89)
- Клааг (XV, 61)
- Кладищевы (XI, 77)
- Классен (XI, 131)
- Клейгельс (XVII, 32)
- Клейнмихели (графский род) (XI, 13)
- Клейст (XV, 56)
- Климовские (XIV, 67)
- Клингенберги (XVI, 90; XVIII, 99)
- Клиоховичи (XVII, 101)
- Клот, фон (XV, 26)
- Ключаревы (V, 88; XVII, 110)
- Книппер (VII, 178)
- Книрим (XIV, 65)
- Кнорре (XV, 66)
- Князевы (VI, 69; XIX, 85)
- Кобылины (VI, 10; IX, 12)
- Кобяковы (VII, 24)
- Ковалевские (III, 102; XVI, 119)
- Ковалёвы (XX, 24)
- Коваленские (III, 112)
- Ковалинские (XX, 96)
- Кованьки (XV, 17)
- Кодряну (XII, 129)
- Кожевниковы (VII, 20; XI, 55)
- Кожины (I, 52)
- Козаковские (XIX, 107)
- Козаковы (III, 85)
- Козеко (XVI, 91)
- Козины (VII, 60)
- Козловские (княжеский род) (XII, 4)
- Козловы (III, 73; VIII, 12)
- Козляниновы (IX, 86)
- Кознаковы (I, 69)
- Козодавлевы (I, 67)
- Козьмины (X, 54)
- Коковинские (IV, 79)
- Коковцовы (VI, 65; XX, 2 (графский род))
- Кокошкины (X, 74)
- Колемины (VII, 27)
- Коленкины (XVI, 28)
- Колесниковы (XX, 84)
- Колесовы (XV, 115)
- Колечицкие (VIII, 93)
- Коллинс (XVII, 111)
- Кологривовы (IV, 23)
- Колоколовы (XVIII, 36)
- Колокольцевы (I, 63)
- Колокольцовы (баронский род) (VIII, 6)
- Колошины (IX, 119)
- Колтовские (II, 23)
- Колычевы (II, 27)
- Коль (XI, 142)
- Кольцовы-Мосальские (княжеский род) (II, 2)
- Колюбакины (VI, 33)
- Колюпановы (VII, 33)
- Колянковские (XIX, 102)
- Комар (XV, 55)
- Комаровские (графы Священной Римской империи) (VII, 132)
- Комаровы (X, 141)
- Комовские (V, 90)
- Комстадиусы (XVI, 74)
- Комынины (II, 68)
- Конаковы (VIII, 28)
- Кондаковы (VII, 96)
- Кондратьевы (V, 118)
- Кондрацкие (XVIII, 72)
- Кондыревы (VII, 13)
- Конищевы (XII, 114)
- Коноваловы (X, 152)
- Коновницыны (I, 39; X, 7 (графский род))
- Кононовы (XIII, 158)
- Кононцовы (XVII, 127)
- Коноплины (VII, 72)
- Конради (XIII, 144)
- Копиевы (VII, 92)
- Коптевы (VIII, 30; X, 84)
- Копыловы (III, 104)
- Копыткины (XVI, 106)
- Корбутовские (V, 105)
- Корвин-Круковские (XIII, 35)
- Корвин-Кучинские (XII, 121)
- Коргановы (XX, 116)
- Корейва (XIX, 22)
- Корейша (XVIII, 142)
- Коржевские (X, 130)
- Корженецкие (XX, 12)
- Корицкие (VI, 112)
- Кормилицыны (VIII, 126)
- Коробановы (II, 86)
- Коробковы (VIII, 121)
- Коробок (V, 124)
- Коробьины (III, 16)
- Коровины (XVIII, 73)
- Коровкины (X, 145)
- Корольковы (X, 93)
- Коростовец (XIX, 141)
- Короченцовы (XIX, 49)
- Корсаковы (I, 83)
- Корф (XI, 25 (баронский род); XII, 29 (графский род))
- Корцовы (VII, 144)
- Корш (XIII, 105)
- Косаткины-Ростовские (княжеский род) (II, 7)
- Коскуль, фон (графы Священной Римской империи) (XVII, 9)
- Костанда (XIII, 98)
- Костеревы (VIII, 104)
- Костливцовы (IV, 59)
- Костюрины (VI, 122; IX, 75)
- Котелевцовы (XII, 130)
- Котенины (II, 59)
- Котлубицкие (V, 132)
- Котляревские (XVIII, 42)
- Котляровские (XIII, 110)
- Котляровы (XVI, 36; XIX, 123)
- Кох (XIV, 132)
- Коцебу (графский род) (XIII, 10)
- Кочетовы (VI, 83)
- Кочубей (III, 49; IV, 13 (графский род); X, 4 (княжеский род))
- Кошанские (XII, 104)
- Кошелевы (IV, 71)
- Кошкины (XVIII, 104)
- Кошляковы (XIII, 140)
- Краак (XX, 70)
- Кравковы (IV, 90)
- Краевские герба Ясенчик (VII, 108)
- Крамер (XIV, 35)
- Красножен (XX, 126)
- Краснопольские (VIII, 142)
- Красовские герба Ястржембец (XVI, 20)
- Крейтер (I, 132)
- Крейтон (XIV, 72)
- Крейц (графы Священной Римской империи) (XI, 26)
- Креморенко (XVII, 138)
- Крестьяновы (XIV, 160)
- Кретовы (II, 117)
- Кречетниковы (II, 90)
- Кривенко (XV, 38)
- Кривецкие (XIX, 34)
- Кривошапкины (XV, 93)
- Кривошеины (XIII, 61)
- Кривские (XII, 57)
- Кривцовы (V, 77)
- Криденер (X, 19)
- Кристи (XVIII, 18)
- Критские (VII, 116)
- Крицкие (XX, 57)
- Кроль (XIII, 118)
- Кромины (I, 78)
- Крон (Krohn) (XVI, 37)
- Кронгельм (графский род) (XVI, 9)
- Кроненберги (баронский род) (XVI, 13)
- Кропоткины (княжеский род) (V, 2)
- Кропотовы (VI, 32)
- Кротковы (XVII, 14)
- Круг, фон (XVIII, 123)
- Круглевские (XVI, 107)
- Кругликовы (VIII, 134; IX, 98)
- Круглые (XVII, 130)
- Крупенины (X, 53)
- Крутиковы (XIV, 52)
- Крыжановские (VI, 145)
- Крыжовы (XVIII, 129)
- Крыловы (V, 143; XX, 102)
- Крюденер-Струве (баронский род) (XVIII, 4)
- Крюковы (II, 46)
- Кугушевы (татарские князья) (XVI, 14)
- Кудашевы (татарские князья) (XVII, 6)
- Кудрины (XIV, 39)
- Кудрявцевы (VII, 78)
- Кузнецовы (XIV, 122; XX, 121)
- Кузовлевы (X, 104)
- Кузьмины-Короваевы (IV, 57)
- Кулжинские (XIV, 62)
- Куликовские (X, 112)
- Куломзины (VI, 43)
- Кульберг (XVI, 80)
- Кульгачевы (XVIII, 48)
- Кульневы (VIII, 123)
- Кульчинские (XVIII, 100)
- Куман (XV, 84)
- Куманины (XI, 54)
- Кунаевы (XX, 127)
- Купреяновы (X, 33)
- Купфер (XVI, 49)
- Куракины (княжеский род) (I, 3)
- Курбатовы (XIII, 179)
- Курбет (XVII, 128)
- Курдюмовы (VIII, 82)
- Курзаковы (V, 73)
- Курисы (XIV, 50)
- Курманалеевы (V, 121)
- Курнаковичи (XX, 30)
- Куровские (XIII, 62)
- Курута (графский род) (X, 11)
- Куршаковы (XX, 53)
- Кусаковы (VI, 90)
- Кусовы (баронский род) (XII, 37)
- Кутайсовы (графский род) (IV, 14)
- Кутеповы (V, 113)
- Куткины (X, 42)
- Куторга (XI, 147)
- Кутузовы (V, 17)
- Кутыевы (татарские князья) (XVII, 8)
- Кухарские (VII, 80)
- Кучецкие (IX, 81)
- Кучины (VII, 44)
- Кушелевы (II, 84; IV, 11 (графский род))
- Кушниковы (VII, 25)

## Л
- Лабунские (XII, 140)
- Лаврентьевы (XIX, 129)
- Лавровы (V, 87; X, 52)
- Лагоды (VI, 143)
- Лазаревичи (VIII, 109)
- Лазаревы-Станищевы (VI, 14)
- Лазаревы (III, 142; IX, 103; XI, 28; XIII, 108; XIII, 130; XIX, 100)
- Лакиер (XVII, 102)
- Ламан (XVII, 120)
- Ламсдорф-Галаганы (графский род) (XVII, 4)
- Ламсдорф (Ламздорф) (графский род) (X, 5)
- Ланге (XVII, 116)
- Ландезен (XIX, 54)
- Ланевские-Волки (XII, 131)[8]
- Ланские (IV, 64; XII, 23 (графский род))
- Лаптевы (VI, 7)
- Ларионовы (III, 32; XVII, 54; XVII, 112)
- Ласунские (VIII, 29)
- Лачиновы (V, 69)
- Лачинов {полковник) — 14 октября 1827[9]
- Лашкарёвы (IV, 140)
- Лашкевичи (VII, 161)
- Лебедевы (III, 79; XVII, 55; XVIII, 118)
- Леванидовы (II, 125)
- Левашёвы (IV, 25)
- Левашовы (графский род) (XI, 9)
- Леве (XIV, 123; XVII, 103)
- Левенштерны (XVIII, 76)
- Левестам (XIII, 115)
- Левины (XIX, 86)
- Левковец (XIII, 76)
- Левченко (XVII, 25)
- Левшины (III, 24)
- Легкобытовы (X, 109)
- Ледицкие (VI, 48)
- Лейхтенбергские (герцогский род) (XIV, 1; XV, 1)
- Леляновы (XIX, 65)
- Леман (XVI, 92; XX, 75)
- Леманские (XVIII, 119)
- Лемм (XIII, 146; XIX, 114)
- Лемониус (XVII, 48)
- Ленивцевы (II, 106)
- Леняковы (IV, 121)
- Леоновичи (XII, 139)
- Леонтьевы (IV, 30 (потомство мурзы Батура); XVII, 51)
- Лермонтовы (IV, 102)
- Лерхе (XI, 99)
- Лесарь (XVI, 68)
- Лесковы (XII, 61)
- Летюхины (IX, 146)
- Леццано (VI, 152)
- Ливен, фон (IV, 9 (графский род); X, 2 (светлейшие князья))
- Лигины (XV, 110)
- Лидер (XVI, 69)
- Лидерс (графский род) (XII, 24)
- Лизуновы (II, 119)
- Линдес (XVI, 129)
- Липковские (XIV, 18)
- Лысенки (I, 86)
- Лисянские (X, 114)
- Литвиновы (IV, 107 (1651); X, 79)
- Литке (графский род) (XII, 27)
- Лихаревы (V, 34; V, 35)
- Лихачёвы (VI, 16; XVIII, 61)
- Лихопой (XI, 45)
- Лишины (XIII, 39)
- Лобановы-Ростовские (княжеский род) (I, 12)
- Лобановы (VII, 120)
- Лобачевские (XI, 127)
- Лобода (VII, 111)
- Ловенецкие (VII, 146)
- Логановы (XVII, 66)
- Логачёвы (IX, 96)
- Лодыгины (Ладыгины) (IX, 13)
- Лодыженские (II, 49)
- Лозинские (XIII, 148)
- Ломоносовы (XVI, 21)
- Лонгиновы (X, 133)
- Лопацкие (XII, 64)
- Лопухины-Демидовы (светлейшие князья) (XIII, 5)
- Лопухины (III, 8; IV, 6 (светлейшие князья))
- Лорберг (XIII, 157)
- Лосевы (III, 99)
- Лубенские (XVI, 57)
- Лубяновские (XI, 44)
- Лужины (VIII, 98)
- Лукины (IV, 86; VIII, 116; VIII, 117; XVI, 61; XVI, 123)
- Лукомские (IX, 38)
- Лукьяновы (XVI, 105; XVII, 131)
- Лундышевы (XI, 143)
- Лунины (IV, 49 (потомство Лукьяна Луни); VI, 71)
- Лунц (XVI, 120)
- Лупандины (II, 24)
- Лутковские (VI, 62)
- Лутовиновы (VIII, 20; VIII, 68)
- Луцкевичи (XIII, 153)
- Лызловы (X, 21)
- Лыкошины (IV, 117)
- Львовы (V, 3 (княжеский род))
- Львовы (XI, 41)
- Любавские (IX, 32)
- Любимовы (XX, 85)
- Лютеры (XV, 52)
- Люце, фон (XX, 68)
- Люшины (IX, 94)
- Лянге (XX, 97)
- Ляндзберг (XX, 25)
- Ляпишевы (XVIII, 49)
- Ляпуновы (IV, 16)

## М
- Маврины (I, 41)
- Маврос (графский род) (XIII, 14)
- Магазинер (XI, 122)
- Маевские (XVI, 130)
- Мазараки (VIII, 129)
- Мазаракия-Дебольцевы (XIII, 49)
- Мазаровичи (XI, 116)
- Мазинг (XIV, 103)
- Мазуровы (XVI, 124)
- Майдель, фон (баронский род) (XII, 33)
- Майковы (III, 67)
- Макаровы (V, 131; VI, 132; XVI, 75)
- Маковские (XIX, 63)
- Максимовские (XV, 73)
- Максимовы (XIX, 59)
- Макульц (XIII, 182)
- Макшеевы (III, 98)
- Малаевы (VI, 108)
- Малама (XIII, 41)
- Малиновские (IV, 111)
- Малово (VII, 137)
- Малкаровы (V, 3)
- Малыгины (VI, 103)
- Малышевы (V, 109)
- Мальцовы (VII, 85)
- Мальш (XVI, 52)
- Малявко (IX, 117)
- Мамаевы (IX, 23)
- Мамиловы (XVIII, 112)
- Манкошевы (III, 50)
- Манснер (XV, 51)
- Мансуровы (I, 45)
- Мантуровы (VI, 97)
- Мануцци (графы княжества Пфальц) (VI, 133)
- Маркаровы (XVIII, 77)
- Маркевичи (XIII, 43)
- Маркелувы (XI, 57)
- Марковичи (VII, 170)
- Марковы (XIV, 135; XX, 20)
- Маркс (XVII, 139)
- Мартенс (XIV, 164)
- Мартыновы (III, 86; XVIII, 37)
- Мартынские (XV, 101)
- Мартьяновы (VI, 17; VII, 17)
- Марцинчик (XIX, 26)
- Марченко (VI, 140)
- Масаловы (VII, 127)
- Маскатиньевы (VIII, 86)
- Масленицкие (VI, 73)
- Масловы (II, 74; V, 30; XVII, 42)
- Матавкины (XI, 73)
- Матвеевские (XV, 126)
- Матвеевы (XIV, 15; XIX, 27)
- Маткевичи (XIX, 92)
- Матусевичи (XII, 126)
- Матчины (VI, 47)
- Матюшкины (IV, 24)
- Маховы (X, 71)
- Махотины (XV, 35)[10]
- Мацкевичи (XII, 46)
- Мацко (XIX, 55)
- Мацневы (V, 67)
- Мачихины (VI, 37)
- Машковцевы (XI, 66; XI, 72)
- Мебес (XI, 141)
- Мевес, фон (XV, 48)
- Медведевы (I, 148; XVI, 41)
- Медниковы (XVII, 122)
- Межаковы (VI, 55)
- Мезенцовы (IX, 91)
- Мейер (XV, 122)
- Мейнгардт (XIII, 84; XIV, 86; XIV, 169)
- Мейснеры (XVII, 33)
- Мелиссино (III, 107)
- Меллер-Закомельские (баронский род) (I, 36)
- Мельгуновы (I, 65)
- Мельниковы (XI, 74; XI, 124; XI, 126; XV, 117)
- Мельницкие (IX, 10)
- Менделеевы (VII, 86)
- Мендель (VIII, 94)
- Меншиковы (I, 15 (княжеский род); XI, 67)
- Меняевы (XVIII, 56)
- Мергасовы (XII, 79)
- Мердеры (XIII, 63)
- Мережковские (XIII, 132)
- Мержеевские (XVII, 121)
- Меркуловы (VI, 21; IX, 30)
- Мерлины (III, 29)
- Мертваго (V, 51)
- Мерчинг (XIX, 81)
- Мессинг (VIII, 144)
- Местмахер (баронский род) (VII, 7)
- Метальниковы (XVII, 27)
- Мец (XIV, 105)
- Мещериновы (III, 37)
- Мещерские (княжеский род) (II, 8)
- Миквиц (XI, 139; XIII, 89)
- Микешины (XIV, 126)
- Миклашевские (III, 105)
- Микляевы (XIX, 87)
- Микулаевы (VII, 56)
- Микулины (VII, 40; IX, 63; IX, 109)
- Миллеры (XIII, 54; XIV, 48; XIV, 75; XVIII, 134)
- Милорадовичи (III, 109)
- Мингрельские (светлейшие князья) (XIII, 1)
- Миндинг (XVI, 125)
- Минины (VI, 40)
- Миних (графский род) (I, 18)
- Минковы (XVIII, 109)
- Миодушевские (XIII, 44)
- Миончинские (графский род) (XIII, 22)
- Митковы (V, 45)
- Митричевичи (XVI, 60)
- Митропольские (XX, 44)
- Митрофановы (VII, 46)
- Митусовы (II, 105)
- Михайловы (XI, 134; XIV, 102; XV, 57; XV, 60; XVI, 101; XVIII, 120)
- Михалкины (XIX, 108)
- Михалковы (V, 64)
- Михальские (XX, 60)
- Михеевы (IX, 153; XX, 76)
- Михель (XVII, 94)
- Михельсоны (VII, 131; XIII, 135)
- Михневы (IX, 40)
- Мишины (IX, 154; XIV, 34)
- Мишковы (VI, 76)
- Мищенко (IV, 123)
- Могилянские (XV, 141)
- Могучие (XII, 44)
- Мозырины (VIII, 87)
- Моисеевы (VII, 107; XVII, 29)
- Мокеевы (XII, 146)
- Молво (XI, 56)
- Молоствовы (XIV, 13)
- Молчановы (I, 55; V, 53; X, 148)
- Мономаховы (XVIII, 12)
- Моравские (XX, 77)
- Моргун (XVII, 67)
- Мордвиновы (I, 85; XI, 10 (графский род); XIX, 7)
- Морковы (I, 60 (графы Священной Римской империи); VII, 47; X, 55)
- Мосальские (княжеский род) (XV, 2)
- Мосоловы (IV, 55)
- Мочутковские (XVII, 95)
- Мошковы (II, 102)
- Мсциховские (XVIII, 13)
- Муженковы (XIX, 72)
- Мукаевы (XV, 105)
- Муравьёвы (I, 59; XVI, 5 (графский род))
- Муравьёвы-Апостолы-Коробьины (XV, 16)
- Муратовы (VIII, 78; IX, 99)
- Мурзичи (XII, 88)
- Муромцовы (XV, 21)
- Мусины-Пушкины (I, 17 (графский род); IV, 22)
- Мусины-Юрьевы (VII, 171)
- Мустафины (XII, 97)
- Мухановы (II, 88)
- Мушинские (XVI, 93)
- Мюлендаль (XIV, 80)
- Мякинины (IV, 29)
- Мясниковы (XX, 103)
- Мясные (IV, 28)
- Мясоедовы (VIII, 15)
- Мятлевы (VI, 8)
- Мяхковы (V, 123)
- Мячковы (IV, 35)

## Н
- Навроцкие (X, 115)
- Нагурные (XVI, 22)
- Назаревские (XIX, 134)
- Назаровы (V, 138)
- Назарьевы (III, 18)
- Назимовы (XX, 11)
- Нальяновы (VII, 51)
- Нарбековы (IV, 45)
- Наркевичи (XIX, 15)
- Нарышкины (II, 60; XVIII, 25)
- Наумовы (II, 41; IX, 141)
- Нащокины (III, 14)
- Небольсины (II, 108)
- Невежины (XII, 53)
- Неверовичи (XIX, 6)
- Невинские (XVIII, 57)
- Недзельские (XVII.57) (старинный дворянский род Подольской и Херсонской губерний)
- Недобровы (VI, 53)
- Нейдгарт (X, 108)
- Неклюдовы (III, 11)
- Некрасовы (XX, 128)
- Нелединские-Мелецкие (II, 53)
- Нелидовы (I, 48; XII, 67)
- Нелюбины (XI, 92)
- Немеровские (XIII, 59)
- Немировичи-Данченко (XI, 121)
- Немировские (XIX, 88)
- Неморшанские (XII, 117)
- Немцовы (II, 76)
- Ненарокомовы (VIII, 147)
- Неннингер (XX, 32)
- Неофитовы (XI, 110)
- Непенины (VIII, 62)
- Неплюевы (I, 61; VI, 9)
- Нерон (XVII, 96)
- Нестеровы (V, 119)
- Нефедьевы (VIII, 79; XI, 129)
- Нечаевы (IV, 126 (1673); XI, 68)
- Никитины (IX, 71; X, 60; XI, 19 (графский род); XX, 86; XX, 122)
- Никифоровы (V, 66; XIV, 138)
- Николаи (XI, 51 (графы Великого Княжества Финляндского); XIV, 38)
- Николевы (II, 96)
- Никольские (XVIII, 62)
- Ниловы (VII, 100)
- Ниман (XIV, 60)
- Нимандер (XVIII, 35)
- Нирод (графы Шведского королевства) (XI, 46)
- Ниротморцевы (VII, 35)
- Ниссен (XX, 90)
- Новаковские (XV, 15)
- Новаковы (XIX, 60)
- Новиковы (IV, 95)
- Новицкие (X, 97)
- Новосильцовы (Новосильцевы) (VI, 102; VIII, 11)
- Нордквист (XVII, 117)
- Норман (XV, 87)
- Норовы (VII, 32)
- Норпе (XIII, 94)

## О
- Оберт (XVI, 97)
- Оберучевы (VII, 88)
- Обидины (XIV, 130)
- Облеуховы (II, 114)
- Облязовы (XII, 75)
- Оболенские (II, 3 (княжеский род); VII, 167; XVIII, 78)
- Оболонские (VII, 167 )
- Обольяниновы (IV, 61 (1582); IV, 62 (потомство генерал-лейтенанта и генерал-прокурора))
- Обресковы (III, 45)
- Обрютины (VIII, 49)
- Обуховы (IX, 21)
- Овсянниковы (VI, 52)
- Огарёвы (V, 20)
- Огарковы (IV, 38)
- Огибаловы (III, 77)
- Огонь-Догоновские (Огонь-Догановские) (IV, 122)
- Одинцовы (II, 100; XX, 67)
- Одоевские-Масловы (княжеский род) (XIII, 7)
- Одоевские (княжеский род) (I, 4)
- Озеровы (III, 40)
- Окуловы (VII, 58)
- Окуневы (II, 77)
- Окуньковы (XII, 113)
- Олендзкий (XIV, 165)
- Оленины (I, 72)
- Олешевы (II, 112)
- Оловенниковы (IV, 120)
- Олофсон (X, 118)
- Олсуфьевы (III, 35; XII, 19 (графский род))
- Ольдерогге, фон (XVIII, 137)
- Оноприенко (XVII, 104)
- Ону (XIV, 167)
- Опелинские (XVIII, 96)
- Опочинины (IV, 82)
- Оппенгейм (XIII, 176)
- Орановские (XX, 50)
- Ордины (XIII, 131)
- Орем (XIX, 44)
- Оржевские (XI, 84)
- Оржешко (XX, 22)
- Орловские (XI, 98; XII, 141; XVII, 10)
- Орловы-Давыдовы (графский род) (XII, 17)
- Орловы-Денисовы (графский род) (VIII, 4)
- Орловы (I, 24 (графский род); V, 150; VIII, 91; VIII, 143; X, 9 (графский род); XI, 6 (графский род); XII, 10 (княжеский род); XIII, 128; XVII, 132)
- Осиповы (XIII, 145; XVII, 133; XIX, 124)
- Ортабаевы (XI) (дворянский род)
- Осоргины (V, 43)
- Остафьевы (IV, 69 (1606); IX, 73; IX, 113; XIV, 12)
- Остен-Сакены (графские роды) (X, 8; XII, 15)
- Остерманы (графский род) (II, 13)
- Островские (III, 47; XVIII, 32)
- Остроградские (X, 113)
- Остроумовы (XIII, 126)
- Отто-де-Глейхман (XIX, 20)
- Отто (XV, 94)
- Отяевы (II, 36)
- Офросимовы (V, 39; XII, 69)
- Оффенберг (XX, 78)
- Охотниковы (VII, 54)
- Очеповские (XIV, 33)
- Ошанины (IV, 41)

## П
- Павленковы (X, 134)
- Павличинские (XII, 119)
- Павловы (III, 26; VI, 120; XVIII, 58; XX, 71)
- Пажинские (VII, 87)
- Пазухины (IX, 37)
- Палажченко (XIII, 106)
- Палей (княжеский род) (XX, 1)
- Пален, фон дер (графский род) (IV, 10)
- Палибины (IV, 104)
- Палимпсестовы (XIII, 166)
- Палицыны (V, 26; IX, 88)
- Палтовы (XIII, 31)
- Пальчиковы (III, 68)
- Панаевы (XI, 107)
- Панины (графский род) (I, 25)
- Пановы (III, 74; VII, 45; IX, 95; XIX, 82)
- Пантелеевы (II, 64; XI, 53)
- Панютины (VIII, 61)
- Папины (IX, 97)
- Паренаго (VIII, 38)
- Пасевьевы (Посевьевы) (IV, 89)
- Паскевичи-Эриванские (графский род) (X, 3; X, 14; XI, 1)
- Паскины (XIV, 158)
- Пастернацкие (XVIII, 105)
- Пасынковы (IX, 50)
- Патрекеевы (VII, 138)
- Паулуччи (маркизский род) (XVI, 10)
- Пауль (XX, 72)
- Пашенные (XVIII, 34)
- Пашковы (VIII, 21)
- Пашутины (XVI, 116)
- Пащенко-Розвадовские (графский род) (XIV, 8)
- Певцовы (XIX, 4)
- Пекарские (XIII, 177)
- Пеликан (XVII, 134)
- Пель (XIV, 118)
- Пенкины (XI, 123)
- Переверзевы (VI, 104)
- Перекрестовы-Осиповы (VI, 110)
- Перепёлкины (XIV, 127)
- Перетц (XIII, 149)
- Перл (XVI, 102)
- Перловы (XV, 28)
- Перовские (графский род) (XI, 22)
- Перовы (XX, 79)
- Персины (XV, 79)
- Перские (III, 90)
- Перфильевы (IX, 64)
- Перхуровы (VIII, 81)
- Пестеревы (XIX, 66)
- Пестовы (VII, 23; X, 36)
- Петерс (XV, 75)
- Петины (VI, 77; XVII, 97)
- Пётр (XX, 51)
- Петренко (XV, 135)
- Петровские (VII, 165)
- Петрово-Соловово (II, 47)
- Петровы (VII, 133; XIII, 171; XVII, 49)
- Петроковы (XIV, 83)
- Петряевы (VIII, 110)
- Печниковы (XIII, 65)
- Пешковы (XVII, 81)
- Пещуровы (I, 84)
- Пигаревы (XIX, 139)
- Пикаловы (VIII, 77)
- Пилкины (XVI, 42)
- Пирадовы (XVIII, 27)
- Пироговы (XII, 108)
- Писаревы (III, 28)
- Писемские (V, 56)
- Пискарёвы (VI, 144)
- Письменные (XIV, 55)
- Плаксины (XIII, 56)
- Плансон (XIX, 73; XIX, 112)
- Плато (XIV, 77)
- Платовы (IX, 5 (графский род); XIV, 111)
- Платоновы (XV, 62)
- Плаутины (XVI, 17)
- Плаховы (VII, 134)
- Плеве, фон (XV, 91)
- Племянниковы (IV, 31)
- Плетнёвы (XI, 137)
- Плещеевы (I, 44)
- Плотниковы (VI, 99)
- Плоховы (V, 70)
- Плюсковы (VII, 19)
- Победимовы (XIII, 185)
- Повалишины (VIII, 35)
- Повало-Швейковские (X, 24)
- Поггенполи (XVI, 111)
- Погодины (XIX, 125)
- Подарины (XI, 93)
- Подбереские (XIII, 24)
- Подгорецкие (XIV, 26)
- Подгоричани (графы Венецианской Республики) (VI, 130)
- Подобедовы (V, 57)
- Подольские (VIII, 89)
- Подруцкие (XX, 54)
- Поздеевы (IV, 52)
- Позен (XI, 85)
- Позняк (VI, 155; VI, 160)
- Позняковы (IV, 101)
- Поклевские-Козелл (XVI, 19)
- Покровские (XVIII, 138)
- Полетики (IV, 127)
- Поливановы (III, 22)
- Полидоровы (XV, 111)
- Поликарповы (III, 27)
- Политковские (V, 133)
- Полозовы (VI, 41; XII, 70)
- Полонские (XI, 36)
- Полубояриновы (VI, 68)
- Полугарские (III, 144)
- Полуехтовы (II, 30)
- Полунины (IX, 110)
- Полушкины (XVI, 18)
- Поль (XI, 153)
- Поляковы (XVIII, 28; XVIII, 29; XX, 108)
- Полянские (VII, 66; VII, 124; VIII, 27)
- Пономарёвы (XI, 63; XIX, 50)
- Пономаревские-Свидерские (XVI, 87)
- Попелявские (XVIII, 114)
- Поповичи-Липковец (XVII, 72)
- Поповы (XI, 150; XIV, 155; XVI, 29; XVII, 98; XVII, 113; XIX, 103)
- Поппен (XIV, 59)
- Поресх (XII, 123)
- Поротовы (VIII, 132)
- Порошины (VI, 34)
- Портнер (XIX, 93)
- Портнягины (XVI, 112)
- Посниковы (XII, 150)
- Постельниковы (IX, 16)
- Постельсы (XIX, 130)
- Потёмкины (II, 66)
- Потаповы (XIV, 16; XVIII, 101)
- Потуловы (VIII, 40)
- Похвалинские (XVI, 38)
- Похвисневы (VI, 117; VIII, 16)
- Поццо-ди-Борго (графский род) (X, 10)
- Поярковы (IV, 73)
- Правиковы (XIV, 27)
- Презент (IV, 141)
- Преображенские (XVI, 55)
- Прибыльские (XIV, 139)
- Прибытковы (IV, 99)
- Приклонские (II, 118; VI, 20)
- Примо (XI, 88)
- Принтц (XIV, 170)
- Приселковы (XV, 107)
- Прозоровские (княжеский род) (I, 11)
- Прозоровы (XVIII, 24)
- Прокопович (XII, 45)
- Прокудины-Горские (XII, 41)
- Прончищевы (VI, 26)
- Протасовы (II, 55; VIII, 5 (графский род))
- Протасьевы (VI, 49)
- Протопоповы (VI, 123; VII, 22; VII, 125; XIX, 94)
- Прохницкие (XII, 115)
- Прохоровы (XX, 29)
- Прошины (VI, 34)
- Прудниковы (V, 142)
- Прутченко (X, 138)
- Прушинские (XX, 109)
- Пузына (XIX, 1)
- Пузыревские (XII, 87)
- Пусторослевы (VII, 12)
- Пустошкины (VI, 39)
- Путиловы (IV, 60 (1582); X, 91)
- Путьковские (XII, 96)
- Путятины (I, 64; VIII, 2 (княжеский род); XII, 16 (графский род))
- Пушешниковы (VII, 57)
- Пушкарёвы (IX, 53)
- Пушкевичи (XI, 112)
- Пушкины (V, 18; XII, 74)
- Пущины (II, 65)
- Пфаффиус (XVIII, 40)
- Пфейфер (XIV, 100)
- Пчелины (XIX, 56)
- Пыжёвы (IX, 93)
- Пясецкие герба Янина (XII, 120)
- Пяткины (X, 144)
- Пятовы (XI, 60)

## Р
- Рааб-Тилен, фон дер (XVII, 17)
- Рагозины (IV, 130 (1686))
- Радиловы (VIII, 73)
- Радищевы (V, 61)
- Радкевичи (XIV, 97)
- Радловы (XIII, 71)
- Раевские (III, 55)
- Разгильдеевы (XV, 39)
- Разумовские (графский род) (I, 21)
- Райковские (XVIII, 69)
- Раковские (XIV, 22)
- Раковы (VI, 36)
- Раль (IX, 6 (баронский род); XI, 65)
- Ранцовы (IX, 151)
- Рар (XVI, 58)
- Расловлевы (II, 57)
- Ратковы (IV, 77)
- Ратлеф (XVI, 31)
- Ратник (XVIII, 43)
- Раттель (XX, 92)
- Ратьковы-Рожновы (XV, 24)
- Ратьковы (VIII, 32; X, 83)
- Раух (XVI, 113)
- Рахманиновы (IV, 134)
- Рачинские (VI, 107)
- Реад (X, 117)
- Ребиндер, фон (XVI, 23)
- Ребинины (V, 92)
- Регель (XIII, 154)
- Редриковы (XVII, 15)
- Редьки (XVII, 52)
- Резановы (IV, 54)
- Резвые (IV, 146)
- Резниковы (XVI, 117)
- Реймерс (XIII, 137)
- Реймонд-Моден (графы Французского Королевства) (VI, 134)
- Рейн (XIV, 142)
- Рейнеке (XX, 37)
- Рейниш (XVI, 48)
- Рейтерны (графский род) (XV, 6; XVI, 7 (бароны Нолькен))
- Рейх (XIX, 95)
- Ремизовы (XIII, 170)
- Реммер (XV, 98)
- Репинские (XI, 138)
- Репнинские (XI, 96)
- Репнины (княжеский род) (I, 6)
- Реполовские (II, 147)
- Ресторф (XIX, 45)
- Реут (XVIII, 74)
- Реутовы (IX, 58)
- Рехенберг, фон (VII, 164)
- Рец-Шанкло, де (Шанкло-де-Рец) (графы Французского королевства) (VI, 135)
- Ржевские (I, 37)
- Ржевусские (графский род) (XII, 20)
- Рибен, фон (XVII, 22)
- Ридигер (графский род) (XI, 20)
- Риман (XVI, 81)
- Римские-Корсаковы (II, 52)
- Рихтер (XI, 90)
- Рогге (XIV, 89)
- Роговиковы (баронский род) (IX, 7)
- Роговичи (XIX, 110)
- Роговские герба Ястржембец (XIV, 21)
- Роговцовы (XIV, 113)
- Рогозины (VIII, 80)
- Родзянки (VI, 141)
- Рожновы (VI, 51)
- Розвадовские (графский род) (XIV, 7)
- Розен (XV, 120)
- Розенбаум (XIV, 144)
- Розенблат (XVIII, 86)
- Розеншильдт-Паулин, фон (XII, 138)
- Розмарица-Новаковичи (XX, 133)
- Розовы (XIX, 101)
- Рокасовские герба Глаубич (IV, 139)
- Роланд (XV, 132)
- Рольник (XVI, 115)
- Романовские (V, 104)
- Романченко (XIII, 152)
- Романчуковы (IV, 74)
- Ромашовы (VI, 84)
- Ромодановские-Лодыженские (княжеский род) (IV, 5)
- Рославцы (X, 76)
- Ростовцевы (XI, 111)
- Ростопчины (II, 72; IV, 12 (графский род))
- Роте (XIV, 157)
- Ротт (XI, 78)
- Рохмановы (V, 63)
- Ртищевы (III, 23)
- Рубец (IX, 39)
- Рудаковы (XIII, 123)
- Рудины (IV, 94)
- Рудневы (XIX, 18)
- Рудницкие герба Ястржембец (XIII, 26)
- Ружевские (X, 77)
- Рукины (VI, 59)
- Румянцовы (Румянцевы) (III, 4 (графский род); IX, 43)
- Руновы (XIII, 96)
- Русановы (VII, 83)
- Рыбалтовские (XII, 47)
- Рыкачевы (III, 61)
- Рымшины (XII, 72)
- Рындзюнские (XX, 47)
- Рындины (I, 66)
- Рынкевичи (XII, 94)
- Рыпинские (XIX, 5)
- Рышковы (IX, 121)
- Рябиковы (I, 97)

## С
- Сабаковы (III, 59)
- Садовские (XXI, 4)
- Серёдкины (|||,55)
- Сабанеевы (X, 137)
- Саблуковы (I, 80)
- Сабуровы (I, 43; XVI, 16)
- Саванчеевы (III, 89)
- Саварские (IX, 78)
- Савёловы (VII, 16)
- Савельевы (VI, 106)
- Савенко (XVI, 121)
- Савиновы (VI, 105)
- Савинские (XIV, 51)
- Савины (русское дворянство) (III, 115)
- Савицкие (XII, 128; XV, 11)
- Савичи (VIII, 122)
- Савонько (XVII, 43)
- Савурские (XVIII, 59)
- Савченко (XV, 112)
- Сазоновы (IX, 87)
- Саловы (X, 87)
- Салтановы (XII, 78)
- Салтыковы (II, 15 (графский род); VII, 28; XV, 136)
- Сальковы (XIII, 165; XV, 14; XIX, 120)
- Самарины (IV, 27)
- Самойловы (IX, 101; XI, 35)
- Самофаловы (XI, 104)
- Самсоновы (VIII, 50; XIV, 66)
- Сангушко (княжеский род) (XII, 6)
- Санти (графский род) (V, 129)
- Сапега (княжеский род) (XIII, 6)
- Сапожниковы (XX, 26)
- Саркисовы (XVI, 43)
- Сатины (VI, 5)
- Сафоновы (III, 92; XV, 65)
- Саханские (XIII, 93)
- Сахаровы (IV, 78 (1618); XVI, 98)
- Сахновские (VII, 156)
- Сачевановы (XVII, 44)
- Свербеевы (XII, 49)
- Сверчковы (II, 103)
- Свечины (II, 38)
- Свешниковы (XIII, 113)
- Свиньины (II, 56; X, 89)
- Свиридовы (XIX, 46)
- Свистуновы (III, 48)
- Свищовы (XII, 102)
- Свищовы (Свищёвы) (VIII, 58)
- Святополк-Завадзкие (XIX, 8)
- Святополк-Мирские (княжеский род) (XII, 3)
- Святополк-Четвертинские (княжеские роды) (XII, 1; XII, 2)
- Северины (XIX, 131)
- Северцовы (X, 82)
- Седневы (XII, 145)
- Секачинские (XVI, 76)
- Секеренские (XIV, 143)
- Селевины (IX, 44)
- Селезнёвы (XIII, 36)
- Селеховы (VIII, 57)
- Селецкие (III, 108)
- Селивановы (X, 49)
- Селивачевы (XII, 106)
- Селиверстовы (VII, 42)
- Селифонтовы (III, 31)
- Селяниновы (IX, 51)
- Семёновы (V, 78; XIV, 128)
- Семенчук (XVIII, 60)
- Семичёвы (Семичовы) (VI, 64)
- Сенявины (II, 67)
- Серапины (XI, 118)
- Сергеевы (VII, 11; XV, 67)
- Сердобины (бароны Священной Римской империи) (VII, 172)
- Серебряковы (VIII, 146; XIII, 53)
- Сеславины (XVIII, 16)
- Сессаревские (XX, 104)
- Сеченовы (IX, 24)
- Силины (XIV, 57)
- Сильванские (XIII, 78)
- Сильман (XIV, 87)
- Симанские (III, 91)
- Сименс (XVI, 34)
- Симоновы (V, 83)
- Симсон (XX, 110)
- Синельниковы (VIII, 124)
- Синицыны (VI, 126)
- Сипягины (V, 72; X, 67)
- Скавронские (графский род) (V, 8)
- Скадовские (XX, 62)
- Скалон, де (IX, 127)
- Скаржинские (XII, 68)
- Скарятины (VI, 50)
- Скворцовы (VIII, 69; VIII, 151; XI, 103)
- Скерст (XVI, 126)
- Склифосовские (XVI, 62)
- Скобельцыны (II, 89)
- Скропышевы (XVII, 123)
- Скрыпицыны (III, 57)
- Скрыплевы (VIII, 59)
- Скрябины (XIII, 138)
- Скуратовы (VI, 109)
- Скуридины (XI, 29)
- Слащевы (V, 95)
- Слепцовы (XII, 80)
- Слесаревские (XVI, 103)
- Слодковские (V, 135)
- Сметанниковы (XVII, 70)
- Смирновы (V, 148; VII, 141; VIII, 107; VIII, 155; IX, 138; XIV, 101; XIX, 48)
- Смоличи (XX, 87)
- Снавидовы (V, 71)[11]
- Собакины (III, 12)
- Соболевы (XVIII, 130)
- Совины (X, 88)
- Созоновичи (XIX, 67)
- Соймоновы (I, 75)
- Соковнины (II, 62)
- Соколовские (V, 114; XIX, 28; XIX, 78)
- Соколовы (VII, 121; XIII, 178; XIV, 42; XIV, 95; XIX, 132)
- Солдатенковы (XV, 114)
- Солениковы (XI, 102)
- Соловцевы (VIII, 23)
- Соловцовы (Соловцевы) (VIII, 51)
- Соловьёвы (XIII, 74; XVII, 118; XVII, 129)
- Сологуб (графский род) (XII, 22)
- Сологубовы (X, 102)
- Солодовниковы (X, 129)
- Солтыковы (Салтыковы) (княжеский род) (IX, 2)
- Сольские (XIII, 112; XVIII, 1 (графский род))
- Сомовы (IV, 110)
- Сонины (II, 75)
- Сонцевы-Засекины (Сонцовы-Засекины) (княжеский род) (VIII, 1)
- Сонцовы (V, 14; IX, 1 (княжеский род))
- Сорохтины (VII, 99)
- Софийские (XVII, 105)
- Сперанские (графский род) (XI, 11)
- Спесивцевы (IX, 107)
- Спечинские (V, 96)
- Спешневы (VII, 36; X, 45)
- Спир (XIV, 19)
- Спиридовы (II, 101)
- Спиридоновы (XVIII, 136; XVIII, 141)
- Спицыны (IV, 96)
- Средние-Комашевы (XII, 149)
- Ставицкие (XIX, 142)
- Сталь фон Гольштейн (графский род) (XIII, 18)
- Старжинские (XX, 6)
- Старовы (VIII, 103)
- Старошершавины (XII, 83)
- Стасовы (IV, 129)
- Стенбок-Фермор (графы Шведского королевства) (XI, 34)
- Степановы (IV, 68 (1597); VI, 46; XII, 105; XIII, 127)
- Стерлеговы (VII, 18)
- Стерлиговы (X, 47)
- Стобеус (XIII, 58)
- Столичи (XVII, 86)
- Столыпины (X, 31)
- Стояновы (VII, 149)
- Страховы (VII, 29; VII, 76)
- Страшкевичи (XVI, 118)
- Стрезовы (XI, 58)
- Стрекаловы (IV, 48)
- Стремоуховы (III, 19)
- Стрешневы (II, 61)
- Стрижевские (XV, 20)
- Стрицкие (XVII, 87)
- Строгановы (I, 33 (баронский род); I, 34 (баронский род); II, 16 (графский род); X, 12 (графский род); XVIII, 124)
- Строевы (VIII, 43)
- Струговщиковы (XIII, 99)
- Струйские (III, 51)
- Струковы (VI, 66)
- Стуарт (баронский род) (XVI, 12)
- Стукк (XIII, 163)
- Ступины (XVI, 79)
- Ступишины (II, 78)
- Суботичи (XIV, 116)
- Суворовы-Рымникские (графские роды) (II, 14; IV, 7 (князья Италийские))
- Суворовы (VIII, 67; XVIII, 31; XVIII, 106)
- Сувчинские (XVIII, 115)
- Судиенки (III, 97)
- Сукины (IX, 74)
- Суковкины (VII, 143)
- Султан-Шахи (XVI, 134)
- Сульменевы (XII, 60)
- Сумароковы (II, 82; XII, 18 (графский род))
- Сумароцкие (X, 37)
- Сурины (XX, 111)
- Сурмины (VIII, 46)
- Сусловы (XX, 88)
- Сутугины (XI, 64; XIII, 172)
- Сухаревы (V, 111)
- Сухово-Кобылины (II, 26)
- Сухомлиновы (XIV, 56)
- Сухонины (XII, 54)
- Сухотины (IV, 72)
- Сухочёвы (V, 65)
- Сушковы (II, 73)
- Сущовы (VI, 75)
- Сцибор-Мархоцкие (XVII, 19)
- Сырневы (XVII, 73)
- Сырохновы (VI, 96)
- Сысоевы (VIII, 145)
- Сытины (XII, 98; XX, 40)

## Т
- Тавилдаровы (XVIII, 87)
- Таганцевы (XV, 119)
- Талызины (I, 53)
- Таль, фон (XVI, 30)
- Танеевы (VII, 139)
- Таптыковы (VI, 11)
- Таракановы (IX, 65)
- Тарасовы (XIII, 27)
- Тарбеевы (I, 47)
- Тарковские (княжеский род) (XII, 9)
- Тарновские (VI, 136; XII, 133)
- Тарховы (VI, 29)
- Таскины (XVIII, 121)
- Татариновы (III, 42; VIII, 71)
- Татищевы (II, 17; VII, 5 (графский род))
- Таубе, фон (баронский род) (XV, 9)
- Таширевы (XII, 65)
- Твёрдые (XVII, 125)
- Тверитиновы (X, 68)
- Твороговы (VII, 82)
- Тевяшевы (VIII, 13)
- Теглевы (II, 54)
- Тейльс (VI, 131)
- Тейхман (XVI, 46)
- Текутьевы (VI, 101)
- Телегины (III, 70)
- Телепневы (V, 11)
- Телешевы (XVII, 26)
- Теляковские (XIII, 33)
- Темниковы (XVI, 88)
- Тенишевы (татарские князья) (XIII, 20)
- Тепловы (VIII, 52; IX, 124)
- Тепляковы (XVII, 140)
- Терлецкие (XI, 75)
- Терминские (XVII, 61)
- Терновские (VI, 114)
- Теряевы (VII, 34)
- Тетеревлёвы (XVII, 49)
- Тецнеры (XIII, 160; XVI, 135)
- Тиздель (XV, 54)
- Тизенгаузены (графы Священной Римской империи) (XII, 39)
- Тилинг (XI, 144)
- Тимашёвы (IV, 75)
- Тимирязевы (VIII, 14)
- Тимковские (XVII, 92)
- Тимрот (XVI, 50)
- Тимченко-Островерховы (XII, 132)
- Тиньковы (III, 44)
- Типольт (баронский род) (XVII, 5)
- Титовы (II, 80)
- Тихменевы (V, 100)
- Тихорские (IX, 142)
- Тихоцкие (V, 128)
- Тишендорф, фон (XIII, 52)[12]
- Тишениновы (V, 85)
- Товстолес (XX, 7)
- Токаревы (III, 81)
- Толбузины (VII, 48)
- Толмачёвы (XI, 39; XVIII, 51)
- Толочиновы (XX, 45)
- Толстые (II, 12 (графский род); II, 42; XII, 26 (графский род))
- Толь (графский род) (X, 15)
- Томановские (XIX, 12)
- Томар (VIII, 113)
- Томашевские (XI, 49)
- Томилины (IV, 150 (потомство Алексея Даниловича); VII, 98; XV, 12)
- Томиловы (IX, 152)
- Тон (дворянский род) (XI, 149)
- Тонковы (XV, 42)
- Топильские (IV, 106)
- Топорнины (IX, 111)
- Торсуковы (V, 74)
- Торубаевы (XI, 70)
- Тотлебены (графский род) (XIV, 9)
- Траверсе, де (маркизский род) (IX, 136)
- Травины (боярский род) (25 ноября 1751 г.)
- Траковские (VII, 90)
- Трампедах (XX, 55)
- Трейдосевичи (XV, 140)
- Треповы (XIX, 40)
- Третьяковы (X, 43; X, 57; XVII, 53)
- Трефурт (XII, 151)
- Трилесские (XVII, 135)
- Триполитовы (XIV, 134)
- Тройницкие (XV, 88)
- Трофимовичи (XI, 105)
- Трофимовы (X, 96; XI, 33)
- Троцкие (VIII, 133)
- Трубецкие (княжеский род) (II, 1)
- Трубицыны (VIII, 105)
- Трубниковы (XVI, 26)
- Труновы (VI, 35)
- Трусковские (XX, 98)
- Трусколяские (XX, 4)
- Труховские (III, 118)
- Тулениновы (IX, 145)
- Тулубьевы (VI, 38)
- Туманские (VI, 153)
- Тур (XIV, 163)
- Тургеневы (IV, 53)
- Тутолмины (I, 62)
- Тухачевские (VII, 10)
- Тучковы (III, 63)
- Тушневы (XII, 89)
- Тырковы (V, 68)
- Тыртовы (IV, 93)
- Тырховские (XV, 77)
- Тышко (XIX, 126)
- Тюльпины (V, 145)
- Тюменцевы (XVII, 71)
- Тютчевы (VI, 15; IX, 60)
- Тюфякины (княжеский род) (II, 4)

## У
- Убри (дворянский род) (V, 146)
- Уваровы (V, 33; XI, 16 (графский род))
- Уковы (XII, 144)
- Украинцевы (VI, 45)
- Улот (XVII, 77)
- Улыбышевы (VIII, 65)
- Ульянины (VIII, 53)
- Ульяновы (VII, 59)
- Унгерн-Штернберг (графский род) (XIII, 12)
- Унковские (X, 59)
- Унтербергер (XIV, 63)
- Урбановичи (IX, 132; XII, 142)
- Урсати (XVI, 45)
- Урусовы (VI, 1)
- Усовы (V, 40)
- Успенские (XX, 134)
- Устимовичи (XX, 99)
- Утеман (XX, 117)
- Ухтомские (княжеский род) (IV, 3)
- Ушаковы (I, 76; VIII, 9; VIII, 34; IX, 80; X, 39; XIII, 47)

## Ф
- Фальц-Фейн (XX, 33)
- Фаминцыны (II, 129)
- Фан-дер-Флит (X, 136; XVIII, 22)
- Федорицкие (XX, 56)
- Федотовы (XVIII, 88)
- Федотьевы (XVII, 82)
- Фелейзен (баронский род) (XII, 36)
- Фельдт (XIV, 109)
- Фененки (XII, 124)
- Фенины (II, 121)
- Ферхмины (XVII, 99)
- Фёдоровы (XI, 108)
- Фиглевы (IX, 92)
- Фик (XV, 129)
- Филимоновы (VI, 100; XI, 71)
- Филипповы (XI, 133; XIV, 31; XIV, 148)
- Философовы (V, 15)
- Финкельштейн (XVII, 74)
- Фишер (IX, 144; XIX, 61)
- Фогль (XIX, 96)
- Фонвизины (III, 41)
- Форбрихер (XIV, 107)
- Фосс (XIV, 99; XIV, 119)
- Фохт (XIV, 120)
- Франк (XI, 145; XV, 49)
- Франкенштейн (XIII, 181)
- Франтц (XVII, 28)
- Фредерикс (графский род) (XIX, 2)
- Фрейберг герба Фрейберг (XI, 135)
- Фрейлебен (XV, 97)
- Фрейндлих (XVII, 124)
- Фрейндлич (XX, 118)
- Фрейфельдт (XVII, 78)
- Фреммерт (XV, 68)
- Френкели (баронский род) (XII, 34)
- Фридолины (XVII, 79)
- Фридриксы (баронский род) (I, 35)
- Фриши (XIII, 55)
- Фудаковские (XV, 19)
- Фукс (XV, 96)
- Фустовы (V, 36)
- Фюнер (XIV, 153)

## Х
- Хагельстрем (XIX, 68)
- Хандалеевы (XVIII, 102)
- Ханыковы (I, 56)
- Харитоновы (XIV, 149)
- Харламовы (VI, 116)
- Хартулари (XVIII, 143)
- Харченко (XX, 80)
- Харь (XX, 113)
- Хвицкие (VI, 121)
- Хвостовы (II, 35; VIII, 7 (графы Сардинского королевства))
- Хвощинские (III, 25; VIII, 56)
- Херасковы (II, 134)
- Хилковы (княжеский род) (IV, 4)
- Хилчевские (VII, 157)
- Хитровы (I, 57)
- Хлебниковы (IV, 145 (потомство Василия Михайловича); VIII, 157; VIII, 160; XIV, 117)
- Хмелевы (V, 80)
- Хметевские (V, 47)
- Хованские (княжеский род) (I, 1)
- Ходкевичи (XIV, 23)
- Ходневы (IV, 91)
- Ходыревские (IX, 66)
- Холоневские (графский род) (XII, 14)
- Холшевниковы (XV, 41)
- Холщевниковы (XX, 81)
- Хольмсен (XVIII, 63)
- Хоментовские (XX, 15)
- Хомутовы (VII, 37; VII, 117; VIII, 64)
- Хомяковы (VI, 22)
- Хоненевы (VI, 28)
- Хорваты (VI, 150)
- Хотинские (XV, 89)
- Хотяинцовы (IV, 34)
- Хоцяновские (XVI, 82)
- Храповицкие (II, 126; II, 127 (потомство Василия Ивановича Храповицкого))
- Хрептовичи-Бутеневы (графский род) (XVI, 8)
- Хрипуновы (VIII, 135)
- Христиани (X, 139)
- Христовские (I, 139)
- Хрусцевичи (XV, 121)
- Хрущовы (II, 111; XIX, 11; XIX, 19)
- Худобашевы (X, 119)
- Худорбий (IV, 137)
- Хурамовичи (XX, 23)

## Ц
- Цветковы (XVIII, 93)
- Цейли (XVI, 136)
- Цешковские (XIX, 16)
- Циглер-фон-Шафгаузен (XV, 134)
- Цимерман (I, 110)
- Циммерманы (XIV, 159)
- Цициановы (княжеский род) (V, 7)
- Цукато (графский род) (XIII, 8)
- Цулукидзе (княжеский род) (XVII, 3)
- Цуриковы (II, 87)
- Цыгальские (XVII, 30)
- Цыгоровы (VII, 43)
- Цызыревы (V, 79)
- Цытовичи (XIII, 88)

## Ч
- Чаадаевы (IX, 42)
- Чагины (V, 60)
- Чалеевы (X, 61)
- Чаплины (V, 25)
- Чарныши (XX, 73)
- Чарыковы (V, 112)
- Чашниковы (III, 82; VII, 109[13])
- Чеботарёвы (VI, 124; XX, 135)
- Чевкины (IX, 8)
- Чеглоковы (I, 40)
- Чекмарёвы (IX, 45)
- Чекуновы (XVIII, 125)
- Челебидаки (XVII, 136)
- Челищевы (II, 33)
- Чемесовы (II, 98)
- Чемодановы (дворянский род) (III, 30)
- Чемодуровы (IX, 116)
- Чеодаевы (X, 85)
- Червинские (XVII, 36)
- Черевины (III, 33)
- Черемисиновы (II, 94)
- Череповы (IX, 69)
- Черкасские (княжеский род) (II, 9)
- Черкасовы (III, 6 (баронский род); III, 114; VII, 106)
- Чернивецкие (IX, 156)
- Черновы (XI, 69)
- Черноглазовы (IX, 129)
- Чернолусские (Чернолуские) герба Циолек (IX, 115)
- Чернопятовы (XVII, 11)
- Черносвитовы (VIII, 70)
- Чернцовы (III, 103)
- Чернышёвы (I, 20 (графский род); VI, 67; XI, 2 (светлейшие князья); XV, 78; XVI, 4 (графский род))
- Чернявские герба Ястржембец (XIV, 92)
- Черняевы (VI, 128)
- Чертковы (I, 73)
- Черторижские (IX, 82)
- Чеснок (IX, 122)
- Четыркины (XVII, 45)
- Чечот (XX, 9)
- Чижевские (I, 102)
- Чижовы (XIX, 89)
- Чингисы (княжеский род) (XII, 12)
- Чириковы (III, 21)
- Чистяковы (XX, 58)
- Чихачёвы (II, 110; IX, 55)
- Чичаговы (VI, 92)
- Чубаровы (III, 39)
- Чулковы (VII, 62; XII, 55)
- Чупрасовы (IX, 72)
- Чуфаровские (IX, 46)
- Чюриковы (VIII, 115)

## Ш
- Шагубатовы (XIX, 35)
- Шаламовы (XIV, 150)
- Шамбахер (XVII, 56)
- Шамиот (X, 20)
- Шамшевы (III, 84)
- Шанявские (XIX, 10)
- Шапировы (XVI, 127)
- Шатиловы (III, 58)
- Шатровы (VIII, 159)
- Шафонские (VII, 159)
- Шафровы (IX, 11)
- Шахматовы (XII, 76)
- Шахно (XII, 136)
- Шаховские-Глебовы-Стрешневы (княжеский род) (XII, 11)
- Шаховские (княжеский род) (II, 6)
- Шаховы (X, 146; XVIII, 139)
- Шванк (XV, 69)
- Шварц (XI, 101)
- Швецовы (XVII, 41)
- Шебановы (VII, 153)
- Шебеко (XV, 22)
- Шевандины (VIII, 100)
- Шевелевы (XII, 81)
- Шевичи (II, 132)
- Шевцовы (III, 83)
- Шейнфогель (VIII, 137)
- Шелапутины (XI, 62; XIX, 37)
- Шелеховы (IV, 143)
- Шелешпанские (княжеский род) (IV, 2)
- Шемякины (XVI, 63)
- Шенк (XIV, 98)
- Шеншины (I, 79)
- Шенявские (XII, 118)
- Шепелевы (III, 20)
- Шепф (XIX, 57)
- Шервашидзе (Чачба) (княжеский род) (XVI, 1)
- Шереметевы (II, 10 (графский род); III, 10)
- Шестаковы (III, 65)
- Шетневы (IV, 21)
- Шехавцовы (XII, 90)
- Шидловские (V, 46)
- Шиловские (V, 48)
- Шимановские (VIII, 92)
- Шиманские (XIII, 32)
- Шипневские (IX, 79)
- Шиповы (VII, 70)
- Ширай (Ширяй) (IX, 125)
- Ширинкины (XV, 37)
- Ширинские-Шихматовы (татарские князья) (X, 95)
- Ширковы (II, 131)
- Шиферовы (XVII, 106)
- Шишкины (III, 43; VII, 81)
- Шишковы (III, 75; X, 25)
- Шишмарёвы (VII, 129)
- Шишовы (VI, 159)
- Шлау (XVI, 94)
- Шлейфер (XV, 116)
- Шлиппе (XX, 59)
- Шлоссман (XVIII, 54)
- Шмаковы (XVII, 23)
- Шмеманы (XIX, 135)
- Шмигельские (XVI, 59)
- Шмидт (XIV, 69; XVII, 57; XVIII, 107; XIX, 117)
- Шмит (XI, 128)
- Шнейдер (XIV, 73)
- Шольцевы (XI, 119)
- Шорины (XX, 112)
- Шорштейн (XVI, 108)
- Шотлендер (XIX, 32)
- Шпаковские (VI, 127)
- Шпицберг (V, 147)
- Шредер (IX, 139; XVII, 62)
- Шретер (XX, 74)
- Шталь (XVII, 88; XX, 34)
- Штейн (XVI, 44)
- Штекель (XVIII, 95)
- Штер (X, 132)
- Штеричи (VII, 160)
- Штернфельс (XVII, 63)
- Штиглицы (баронский род) (X, 18)
- Штоквичи (XIV, 152)
- Шубины-Поздеевы (XIII, 50)
- Шубины (IV, 81 (1620); VIII, 99)
- Шуваловы (графский род) (XII, 13)
- Шуклины (VII, 73)
- Шулепниковы (VII, 79)
- Шульговские (XVI, 131)
- Шульц (XIV, 70)
- Шульц, фон (XIII, 180)
- Шумаковы (VI, 78)
- Шумахер (XX, 129)
- Шупинские (IV, 132)
- Шуриновы (III, 136)
- Шуттенбах (XX, 13)

## Щ
- Щавинские (XVIII, 113)
- Щегловитовы (XX, 16)
- Щекины (VII, 140)
- Щелины (VII, 65)[14]
- Щербатовы (княжеский род) (I, 8)
- Щербачёвы (II, 97; XVIII, 19)
- Щербинины (II, 37)
- Щербовы (VIII, 114)
- Щербы-Нефедовичи (XVI, 33)
- Щетинины (X, 27)
- Щиголевы (V, 93)
- Щировские (XVI, 109)
- Щукины (II, 130)

## Э
- Эвальды (XIX, 121)
- Эгерман (XII, 109)
- Эйхлер (XV, 128)
- Экерман (VI, 158)
- Эллис (XVII, 34)
- Эллисон (XVIII, 116)
- Энгельгардты (VI, 91)
- Энгельман (XV, 102)
- Энгман (XVI, 47)
- Эристовы (княжеский род) (XVI, 2)
- Эртель (X, 121; XIII, 81)
- Эспехо (XX, 100)
- Эссен (графский род) (XI, 8)

## Ю
- Юговичи (XIX, 69)
- Юзиковы (XX, 91)
- Юматовы (XVII, 16)
- Юрасовы (VI, 63)
- Юреневы (III, 15)
- Юрковы (XIV, 115)
- Юрьевичи (XIV, 74)
- Юрьевские (светлейшие князья) (XIV, 3)
- Юрьевы (I, 74; VII, 147; X, 110; XIII, 184)
- Юсуповы (княжеские роды) (III, 2; XV, 3 (графы Сумароковы-Эльстон))
- Юферовы (XIV, 47)
- Юшковы (II, 44)

## Я
- Яблонские (X, 26)
- Яблочковы (XV, 23)
- Яворские (II, 133)
- Ягнетевы (XII, 73)
- Ягодынские (XX, 18)
- Яжборовские-Юрьевы (VI, 139)
- Языковы (III, 69)
- Якимовичи (IX, 130)
- Якобсы (XVII, 38)
- Яковлевы (II, 28; IV, 149 (потомство Ивана Саввича, коллежского советника); VIII, 158; IX, 150; X, 56; XIII, 70; XIV, 90; XV, 44)
- Якунины (XX, 5)
- Якушевские (IV, 42)
- Яминские (III, 71)
- Янквиц (XII, 50)
- Янковичи-де-Мириево (V, 136)
- Янковские (XIX, 25)
- Янковы (VII, 169)
- Яновичи (XIX, 74)
- Яновские (XII, 51; XVII, 12)
- Яновы (XII, 122)
- Ярославовы (IX, 15)
- Ярошинские (XV, 25)
- Ярцовы (IV, 97 (1627); XI, 61)
- Ярышкины (IX, 83)
- Яснецкие (XVIII, 83)
- Ястребовы (XIX, 127)
- Яхонтовы (XVI, 27)
- Ященко (XX, 123)
- Ярские (XIX)